# 速霸陸Forester
速霸陸Forester（日语：スバル・フォレスター）為1997年起日本富士重工業（速霸陸公司前身）製造、販售的五人座運動型多用途車或跨界休旅車，中國大陸的官方翻譯名稱為斯巴魯森林人:208，在台灣也暱稱為森林人。該車款承襲速霸陸Impreza Gravel EX而來，搭載了該公司向來標榜的水平對臥引擎及全時四輪驅動系統。
關於車名「Forester」，源自英語「住在森林的人類或動物」、「森林孕育之人」等意義。

## 歷史與概要

### 第一代SF系（1997年-2002年）
1997年 - 自富士重工業在1995年11月的東京車展公開「速霸陸Streega」概念車以來，二年後的2月終於發表速霸陸Forester。動力來源為2.0L水平對臥四缸DOHC EJ20G型渦輪增壓引擎，可輸出250ps / 6,500rpm之最大馬力、31.2kg·m / 3,500rpm的扭力峰值，而且這是該公司首先採用前座SRS雙安全氣囊的車款。7月追加自然進氣的2.0L水平對臥四缸SOHC EJ20E型引擎，且手排版配置了雙速切換裝置，在當時的SUV車型來說相當罕見。同年秋天，儀表板流用速霸陸Impreza之款式。
1998年 - 1月12日發售特仕車「S/20」，包含霧燈、輻狀鋁合金輪圈、運動型排氣管、MOMO製真皮方向盤、真皮排檔桿等配備，且售價更低。9月7日做了一些改良，推出增強操控性能的「BOXER PHASE II」，並追加2.5L的動力。至於原來的2.0L EJ20G型渦輪增壓引擎，改良後馬力由250ps降至240ps，而扭力從31.2kg·m增至31.5kg·m。11月27日推出以「S/20」為基礎，添加Kenwood音響系統、前座特殊座椅、防紫外線擋風玻璃等配備的特仕車「S/20 Limited」。
2000年 - 1月13日進行小改款，除了引擎燃油效率更佳、新增煞車輔助系統外，手排車新增駐車踏板。5月8日新增「S/tb-STi」車型，降低車輛高度並裝配空力套件。7月24日發售「C/20 Special」特仕車，換置15吋鋁圈、電鍍水箱罩及門把、3CD播放器、電動摺疊後照鏡等配備。12月27日起將雙SRS安全氣囊列為全車系的標準配備，並推出「S/tb-STi II」車型：包含BBS輪圈、225/45ZR17輪胎、重新調校的懸吊系統等，並採用低車頂行李架之設計。
2001年- 6月11日特仕車款「S/20 type A」上市，以「S/20」為基礎加裝空力套件、織布座椅、Panasonic7CD音響系統等配備。10月1日發售「STi II Type M」特仕車，加裝空力套件、重新調校引擎（含專用ECU和消音器，使得最大馬力達到250ps）等。10月10日發售「S/tb-STi II Limited」、「C/20 Special II」兩款特仕車。前者以「S/tb-STi II」為基礎，採用RAYS製17吋鍛造輪圈、Panasonic 7CD音響系統；後者加裝真皮包裹之方向盤、排檔桿和手剎車桿，並追加車室空氣清淨器。

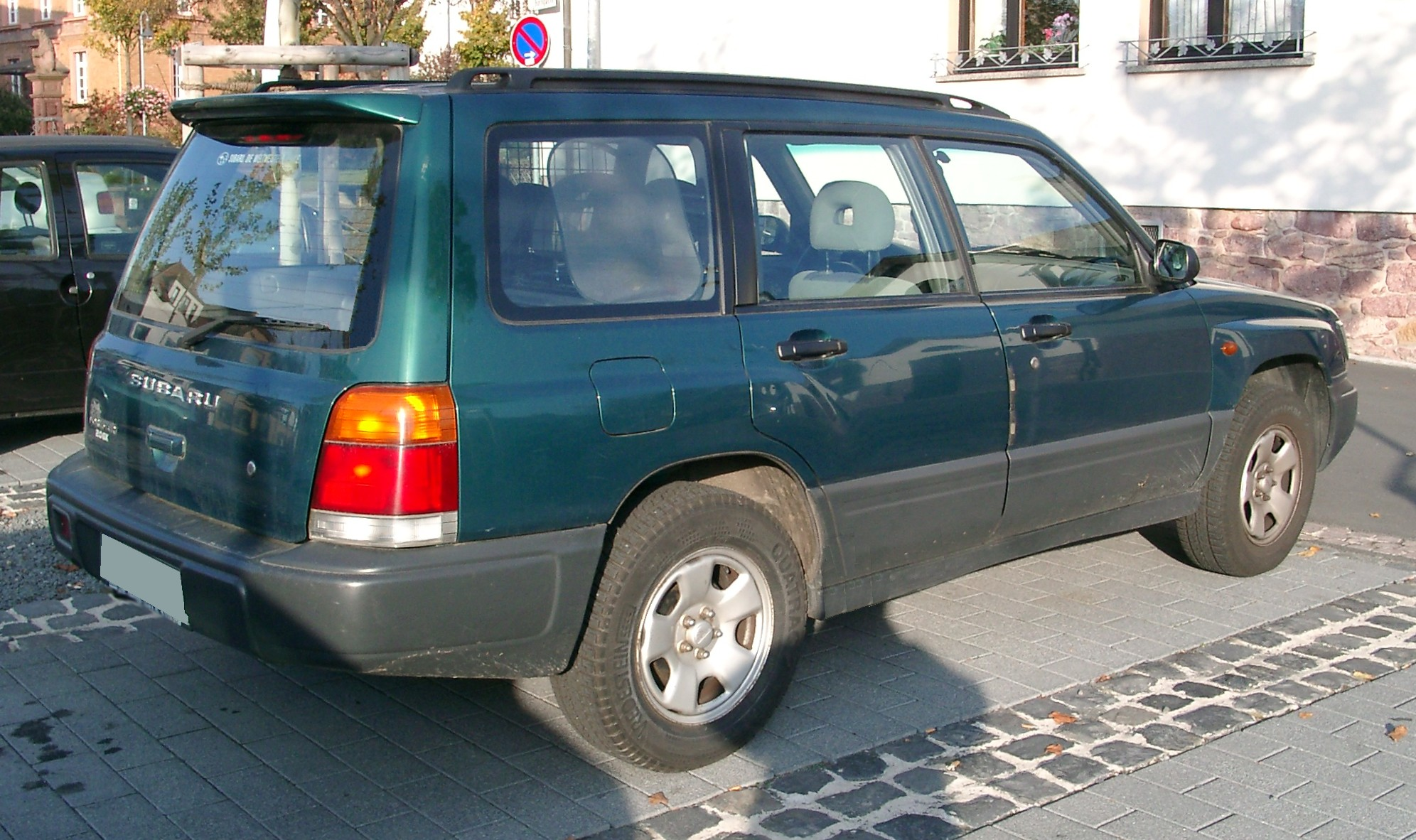
前期型車尾
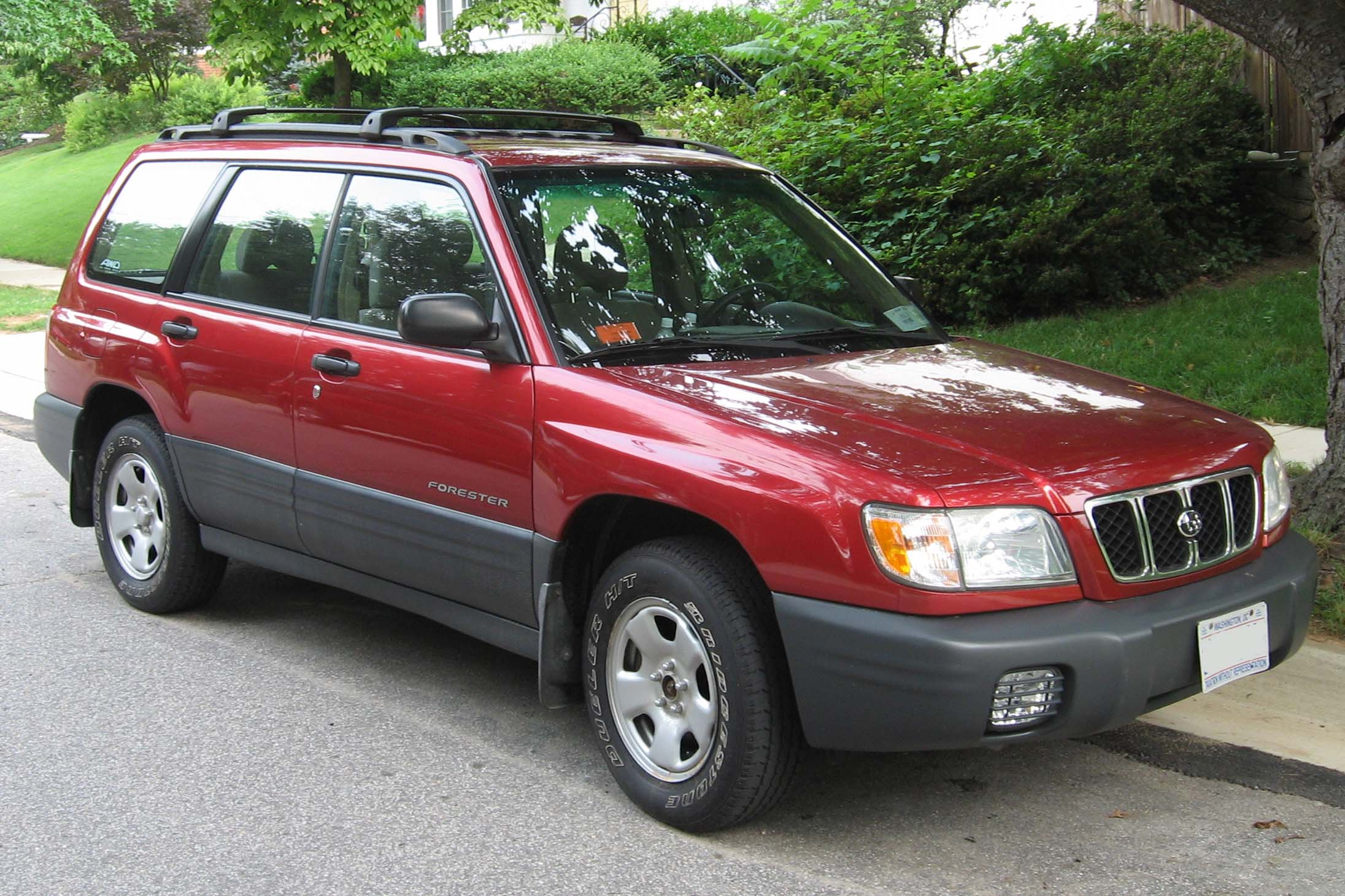
後期型車頭
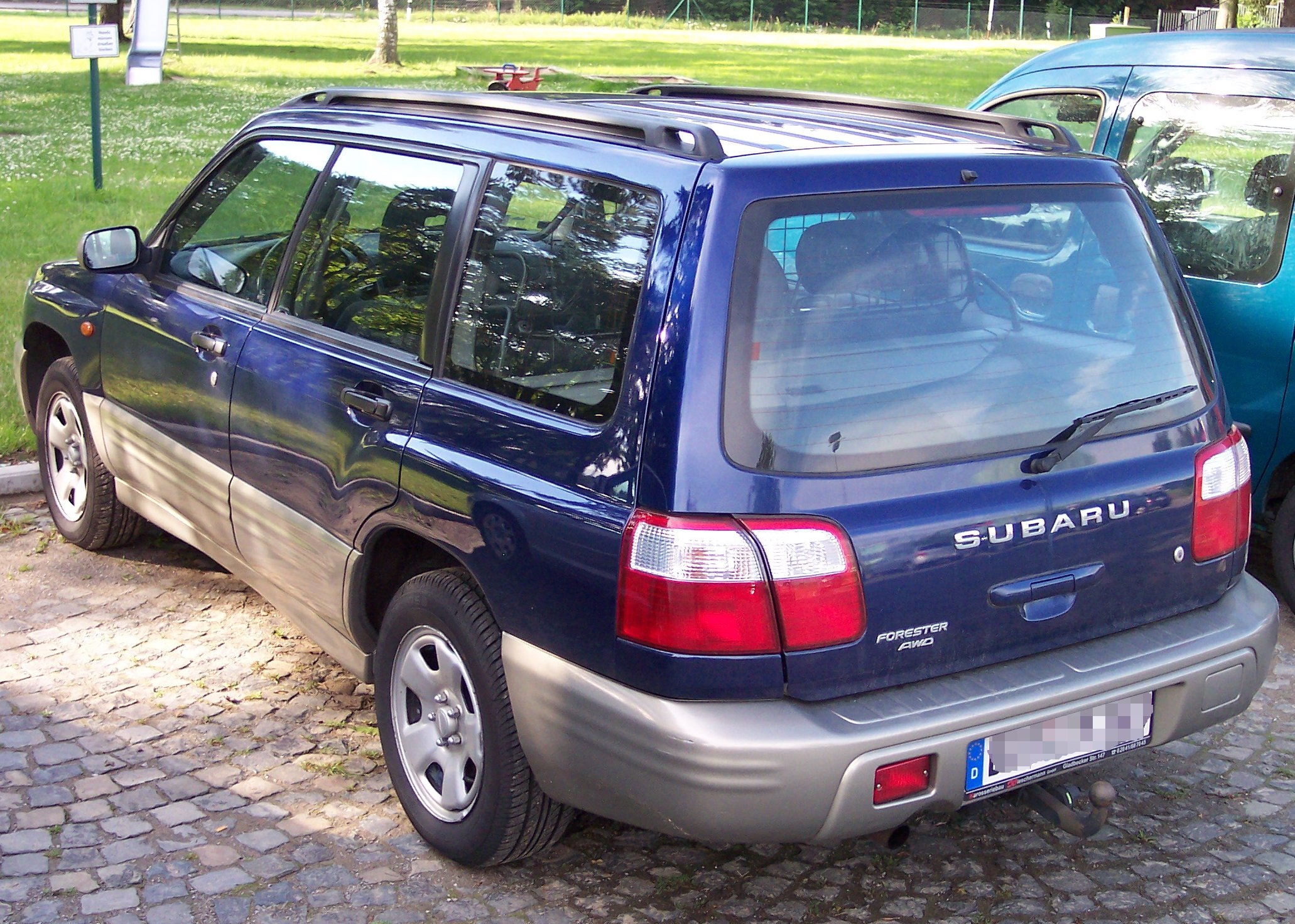
後期型車尾
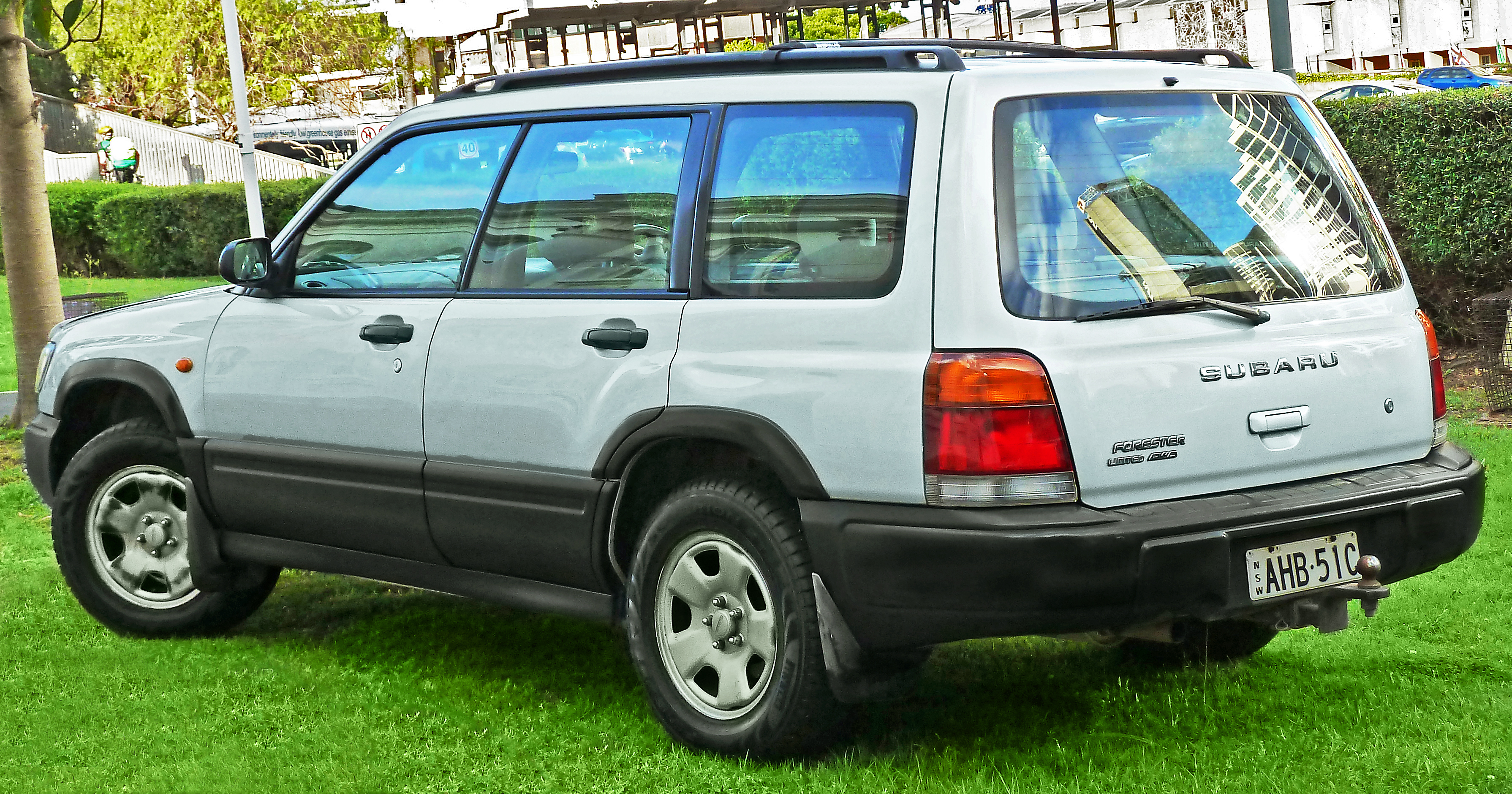
澳規
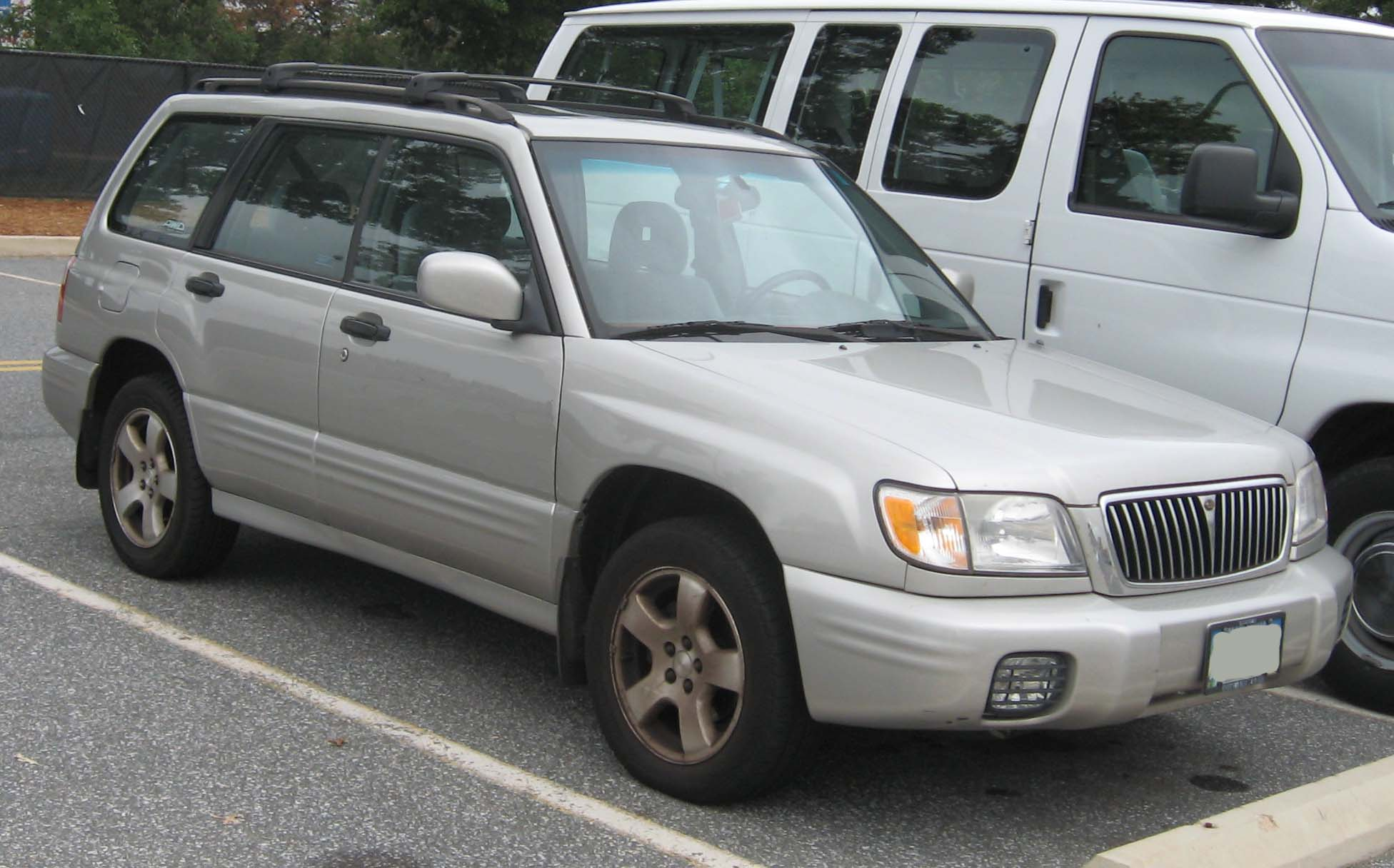
美規

### 第二代SG系（2002年-2007年）
2002年 - 日本市場於2月12日發表大改款的第二代，依然採用與Impreza相同的底盤，但車重較前一代減輕了30公斤。動力心臟共有2.0L水平對臥四缸SOHC EJ202型引擎、2.0L水平對臥四缸DOHCEJ20G型渦輪增壓引擎等二具，前一代自然進氣版的2.5L EJ251/252/253型則不再續用。10月31日發售由速霸陸技術國際（Subaru Technical International，縮寫成STI）操刀的「Cross Sports」，重新調校懸吊系統，降低車輛高度至1,550mm。此外，標準配備包括HID頭燈、MOMO真皮方向盤、2-DIN音響系統（可加價選購6CD/1MD主機）、ABS防鎖死煞車系統、EBD電子制動力分配系統、TCS循跡防滑控制系統、VDC車輛動態控制系統等。9月起臺灣速霸陸股份有限公司（英文全名「Subaru of Taiwan Co., Ltd.」，縮寫成「SOT」）引進第二代Forester至臺灣市場。
2003年 - 配合母公司美國通用汽車的策略，3月起更換廠徽銘牌成雪佛蘭Forester，專門供給印度市場。
2004年 - 2月3日部份配備更新，如後排座椅可調整傾斜角度，此外亦推出「STi Version」特仕車，配有2.5L水平對臥四缸DOHC EJ255型渦輪增壓引擎、六速手動排檔，Brembo制動卡鉗、18吋輪胎等。至於原有特仕款「L.L.Bean Edition」，更增加了搭載2.0L渦輪增壓引擎的「XT L.L.Bean Edition」。6月29日發售以「CROSS SPORTS 2.0i」為基礎的「CROSS SPORTS α」，搭載了含MD/6CD/AM&FM及七支喇叭的頂級音響系統、尾翼、深色玻璃窗、深淺雙色座椅等配備。7月5日為了紀念世界拉力錦標賽而發售「XT WR Limited 2004」紀念車，車身塗裝與比賽用車同為藍色，輪圈也比照使用金色，販售期間持續至11月底止。
2005年 - 1月27日小改款，車頭外觀修改成長方形四圓頭燈組、五橫條水箱護罩、含內嵌式前霧燈的前保險桿等，透明晶鑽尾燈組與後保險桿也經過重新設計；並新增具有保溫效果的手套箱、中控台及行李廂12V電源座、30GB大容量HDD衛星導航暨影音多功能主機等。除保留原有2.0L渦輪增壓引擎外，重新調校自然進氣的EJ253型引擎，提高排氣效率，並改成大容量排氣管以提升馬力、改善廢氣汙染。同時發售「L.L.Bean Edition」特仕車，具有HID頭燈、專屬215/55R17大尺碼輪胎、車身上下雙色塗裝、MOMO皮木質混合方向盤、木質排檔頭、八向電動可調駕駛座等配備。小改款的第二代Forester自同年11月起，由SOT引進臺灣市場。4月25日再度推出「STi Version」特仕車，基本配備和前年大致相同，但車身高度降低了30mm，故離地高度變成170mm。6月24日也再度推出「Cross Sports」運動化特仕款，在外型上擁有專屬的前保險桿、水箱護罩、17吋輪圈、車尾頂部擾流翼，且懸吊系統降低30mm。
2006年 - 元月中國新疆省當局選用Forester XT做為公路警務用車。2月22日發售以「Cross Sports 2.0T」自排車為基礎，額外加上17吋STI鋁圈、車頂尾翼等配備的「Cross Sports S-Edition」特仕車。8月4日推出「Airbreak」特仕版，包含運動化前後保桿、電動天窗、米色真皮透氣座椅、嵌入式衛星導航系統、前方大型冷藏盒、防紫外線玻璃、16吋專屬輪圈、專屬銘牌、附除臭功能的空調系統等配備。
2007年 - 為了慶祝Forester問世十周年，1月22日以「2.0X」自然進氣版為基礎推出「10th Anniversary」紀念版，將HID頭燈、鋁合金車頂架、後擾流尾翼、17吋輪圈、215/55R17輪胎、鍍鉻排氣尾管、電動八向調整駕駛座、MOMO真皮方向盤等列為標準配備。8月3日推出「Alcantara-Style」特仕車，以「Corss Sports 2.0i」之基礎，將八向電動調整駕駛座、HID頭燈、阿爾坎塔拉仿皮透氣皮椅等列為標準配備。

#### 獲獎紀錄
第二代Forester曾獲得2003年第12屆RJC年度風雲車最佳SUV特別獎。

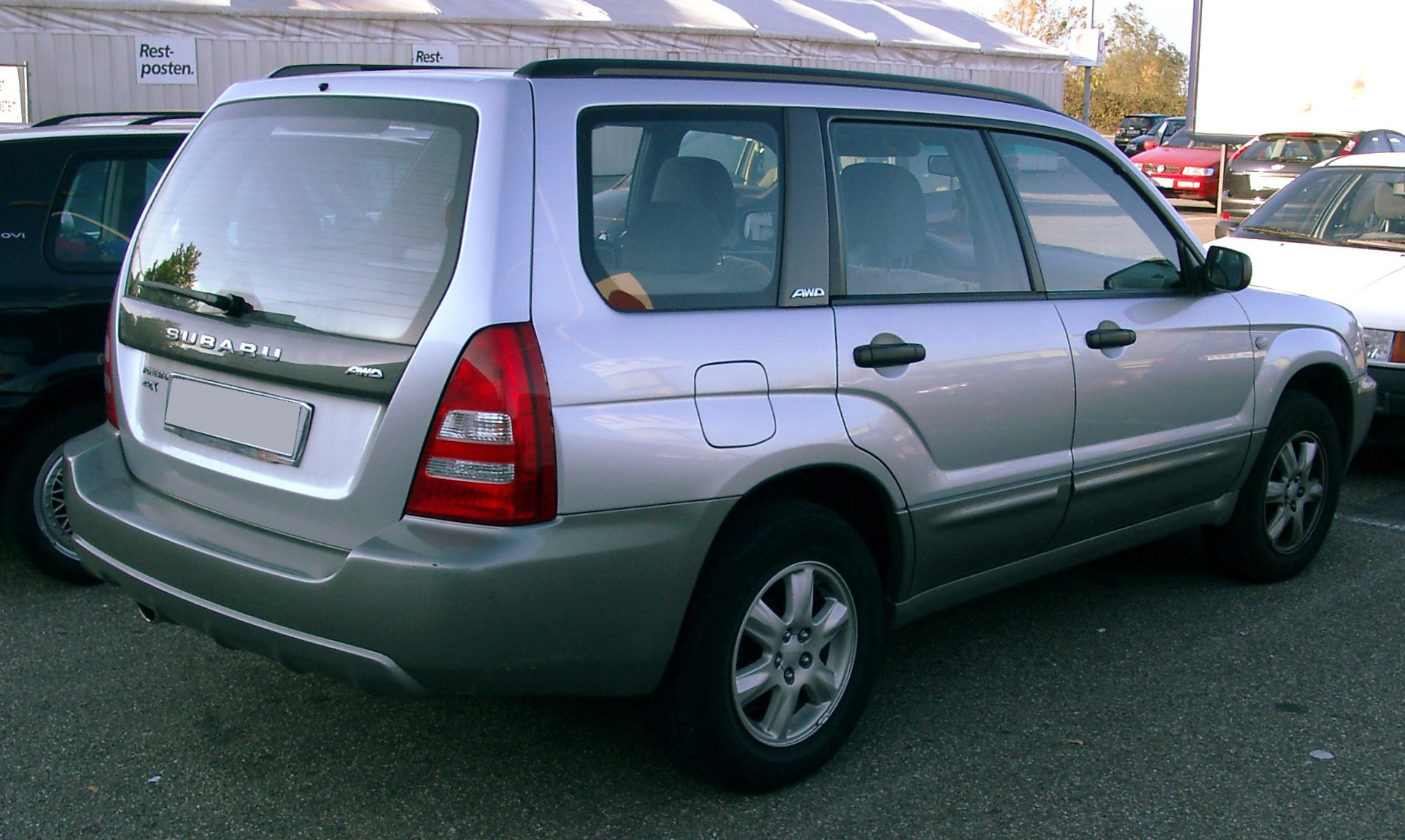
前期型車尾
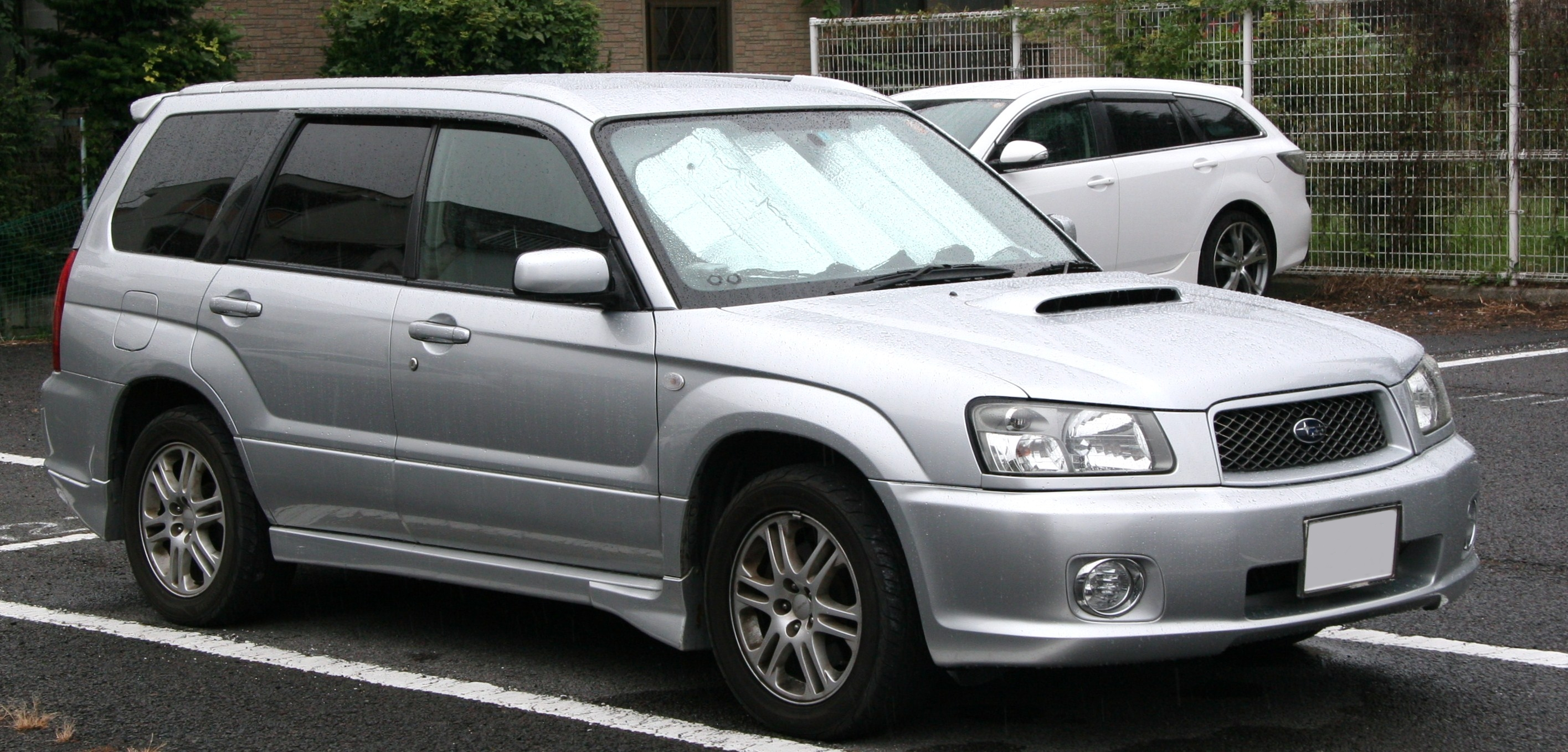
前期型Cross Sports
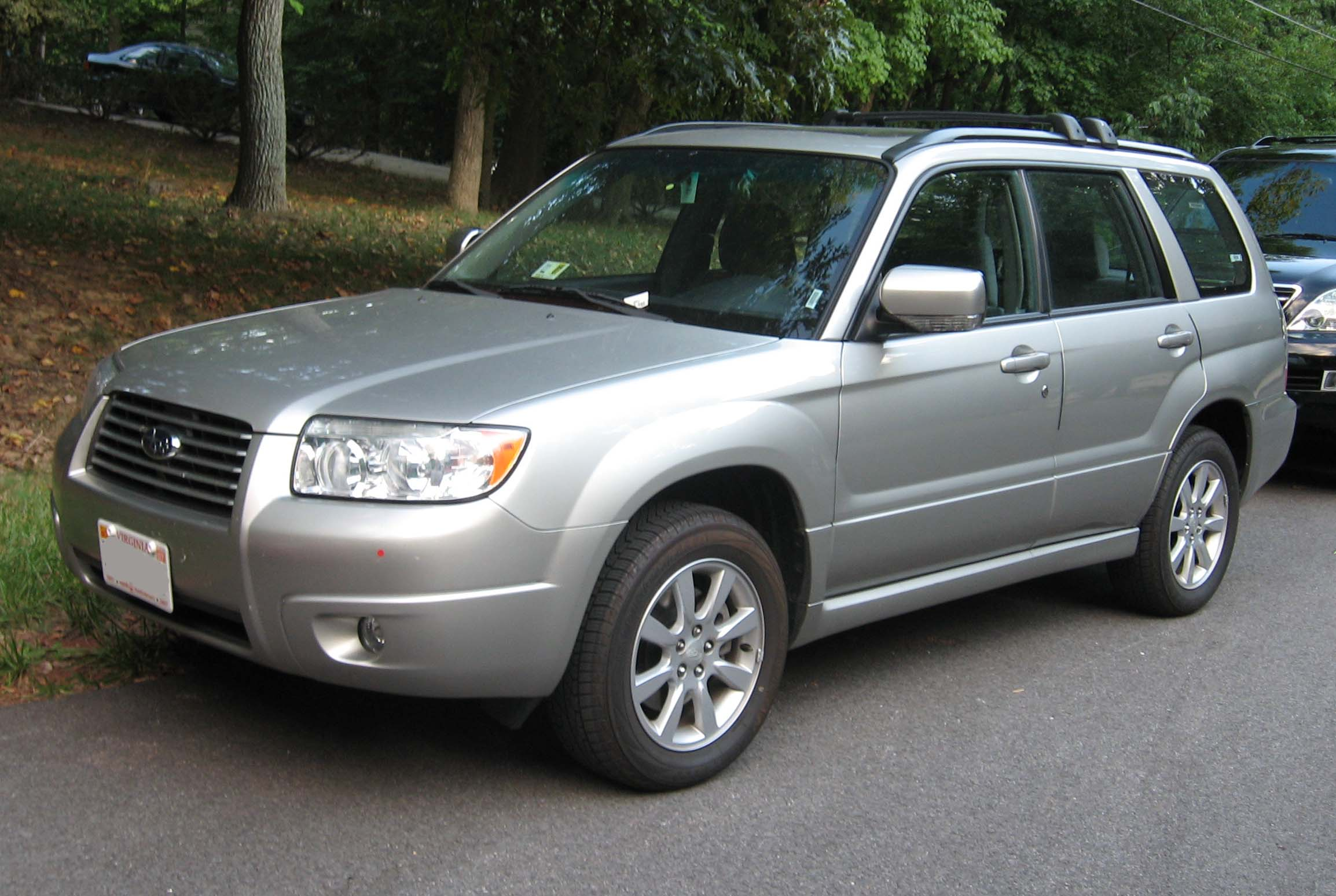
後期型車頭
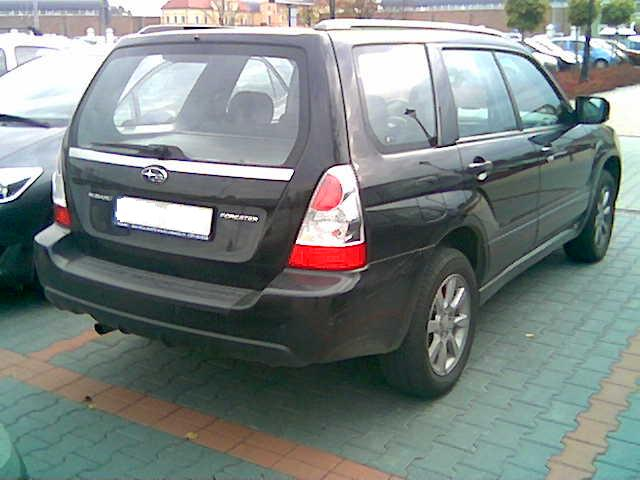
後期型車尾
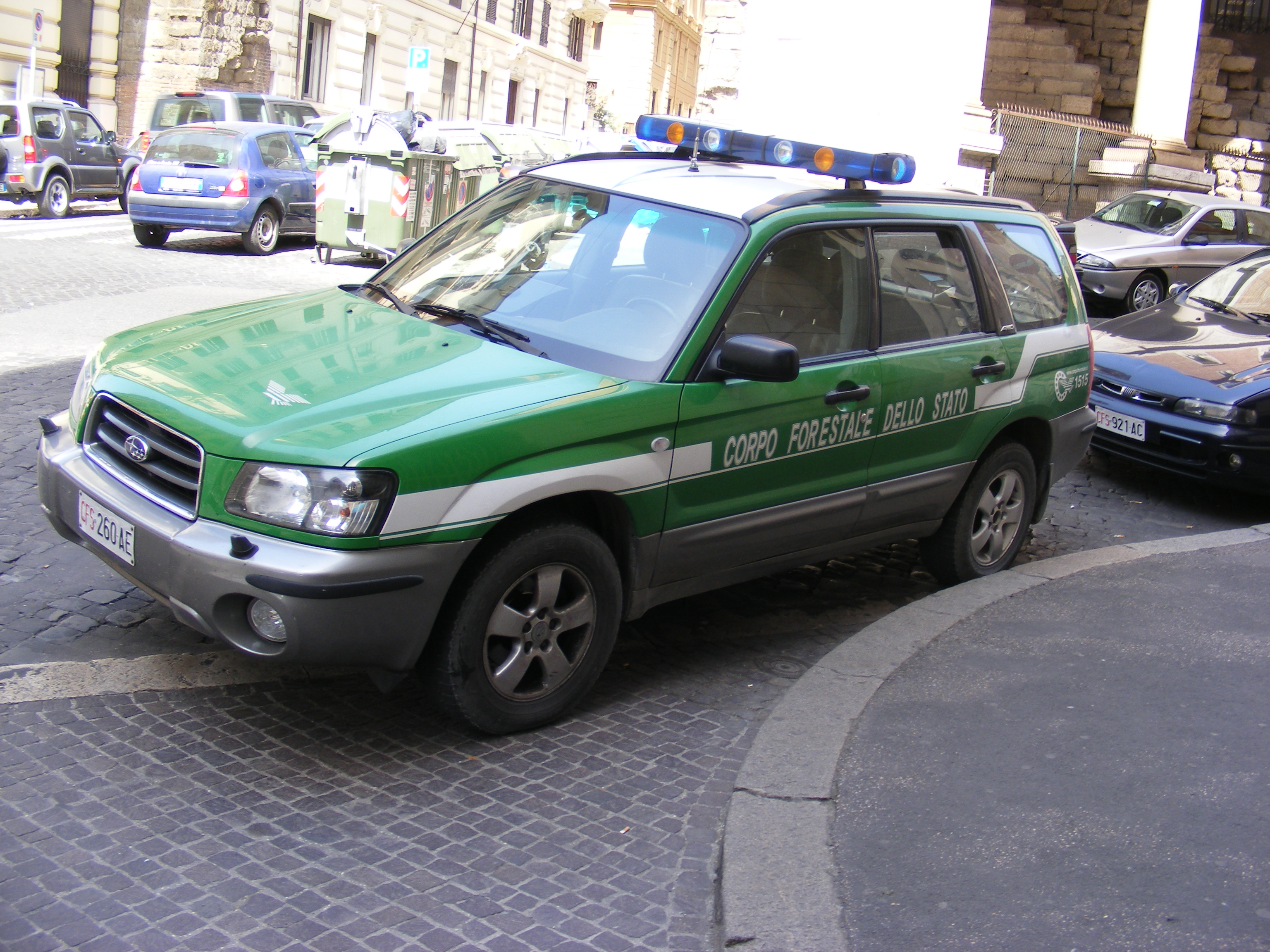
義大利森林警備隊使用的車輛

### 第三代SH系（2007年-2012年）
2007年 - 12月25日原廠公佈了大改款的第三代Forester，美規版則於2008年底特律車展公開。1990年代的第一代Forester開創了跨界休旅車的風潮，此代卻反其道而行，反而更貼近SUV的定位。車身尺碼不但加大、加高，底盤離地高度從以往的205mm增為225mm，已經算是一部緊湊型SUV。標準配備具有大型天窗、恆溫空調系統、多功能方向盤、引擎啟動按鈕、免鑰匙感應門鎖系統、金屬或木紋飾板、快速傾倒功能之後座等，動力心臟則為2.0L水平對臥四缸DOHC EJ204型引擎，以及2.0L水平對臥四缸DOHCEJ205型渦輪增壓引擎。兩者均可選擇五速手排或四速自排變速箱，而SI-DRIVE駕駛輔助系統為渦輪增壓版的標準配備。前、後懸吊系統分別採用麥花臣與獨立雙A臂之結構，搭配VDC車輛動態控制系統（Vehicle Dynamics Control System）更增加操控穩定性。
2008年 - 1月在底特律車展公開美規版，VDC車輛動態控制系統和TCS循跡防滑控制系統均為標準配備，動力部分則搭載2.5L水平對臥四缸DOHC EJ254型引擎、2.5L水平對臥四缸DOHC EJ255型渦輪增壓引擎等二具，變速系統則有五速手排、Sportshift E-4AT四速手自排等二種選擇。台灣意美汽車於同年6月24日引進當地市場，共分自然進氣的「2.0X」及渦輪增壓的「2.5XT」兩種車型。
2008年 - 原廠為了慶祝成立50周年紀念，9月24日推出「Black Leather Limited」特仕車，具備黑色皮革內裝、免鑰匙感應門鎖系統（keyless entry system）、引擎啟動按鈕（push start system）、前雙座八向電動調整座椅等配備。
2008年 - 3月舉行的日內瓦汽車展公開第三代Forester，11月28日正式在歐洲發售，搭載2.0L水平對臥四缸DOHC EE20型渦輪增壓柴油引擎，是全世界第一具為了乘用車設計的水平對臥柴油引擎。
2010年 - 4月1日富士重工業和澳洲戶外運動品牌Columbia聯手推出限量1,050部的「Forester X Columbia」特仕車，額外裝置了16吋鋁圈、霧燈、車頂置物架、行李箱止滑墊、車尾防護桿等配備，此款特仕車僅限澳洲市場販售。同年4月大改款的第三代Forester正式在韓國發售，動力來源為2.5L水平對臥四缸DOHC EJ254型引擎。
2010年 - 10月25日發表小改款，改搭載全新開發、自然進氣的2.0L水平對臥四缸FB20型引擎，採DOHC、16汽門之設計，可輸出148hp、20.0kg·m的最大動力。另新增「S Edition」等級，搭載2.5L水平對臥四缸DOHC EJ255型渦輪增壓引擎，搭配五速手自排變速箱附換檔撥片，尚有專用運動化懸吊系統、具可變式扭力分配功能（（英文）Variable Torque Distribution，縮寫成VTD）的全時四輪驅動系統、專屬前後保險桿、水箱護罩、空力套件、STI製17吋鋁合金輪圈、麂皮桶型賽車椅、附S Edition字樣的鋁合金踏板等配件。在此同時，原廠更推出由STI操刀、限量300部的「tS」特仕車，動力來源和「S Edition」相同，但配上STI出品的全車空力套件、引擎室拉桿、避震器、底盤強化套件、專屬水箱護罩、雙出式不鏽鋼排氣管、STI十二輻鋁合金輪圈、STI儀錶板、紅色縫線的排檔桿頭及跑車座椅等。

#### 獲獎紀錄
2009年4月汽車事故對策機構經撞擊測試後，將最優秀獎頒給第三代Forester，此款車在綜合評價獲得六顆星。

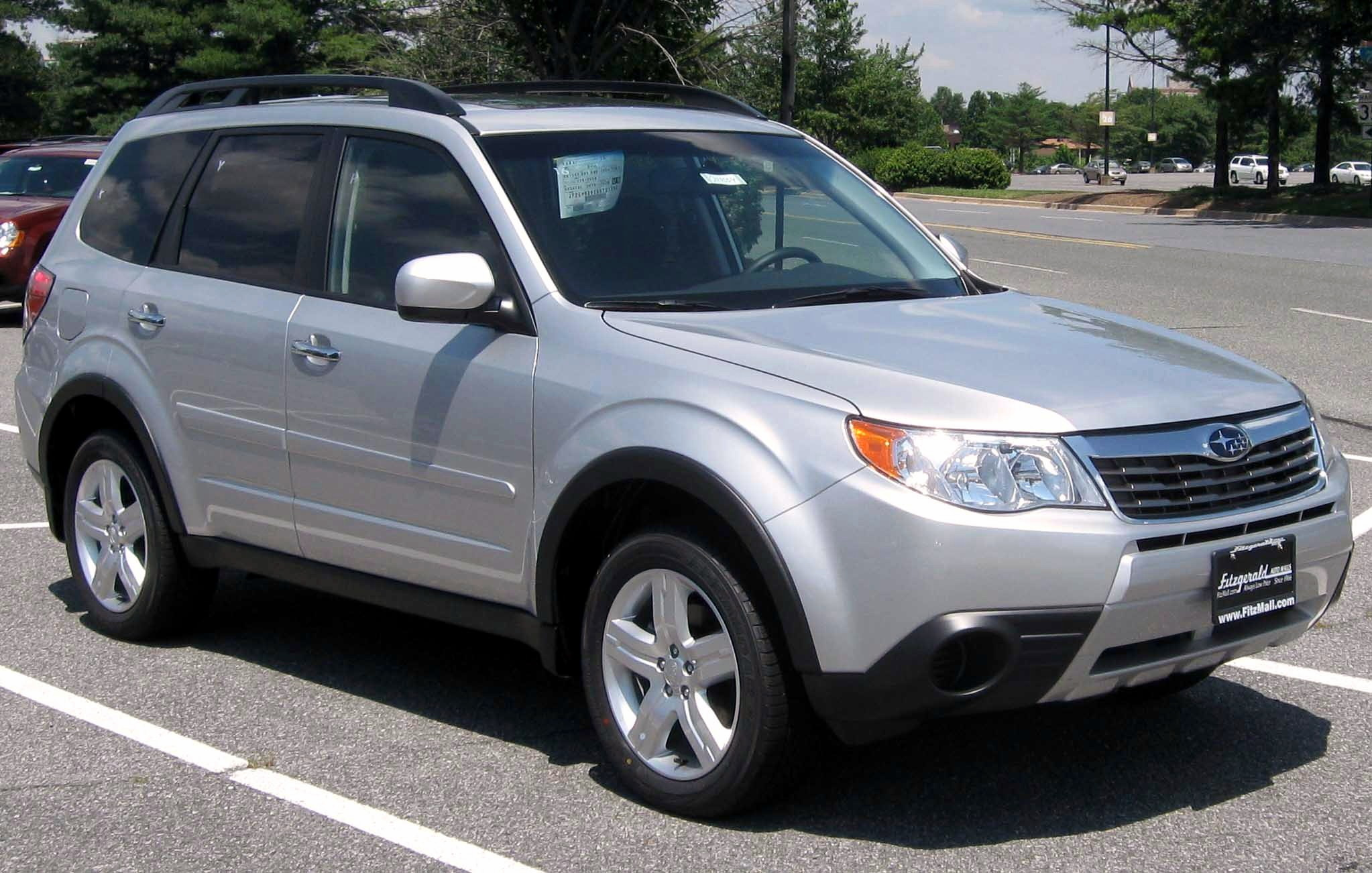
美規版車頭
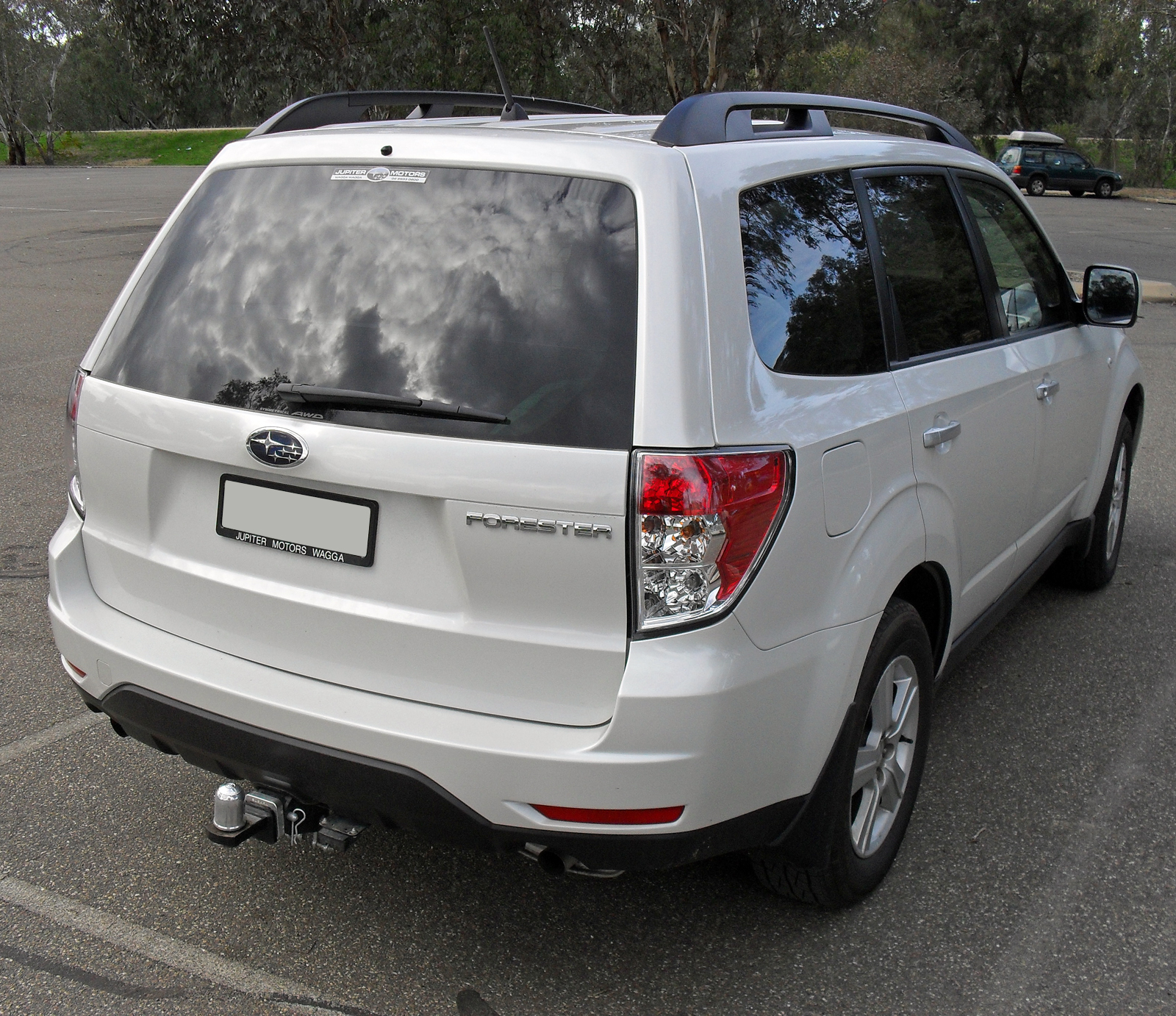
澳規版車尾
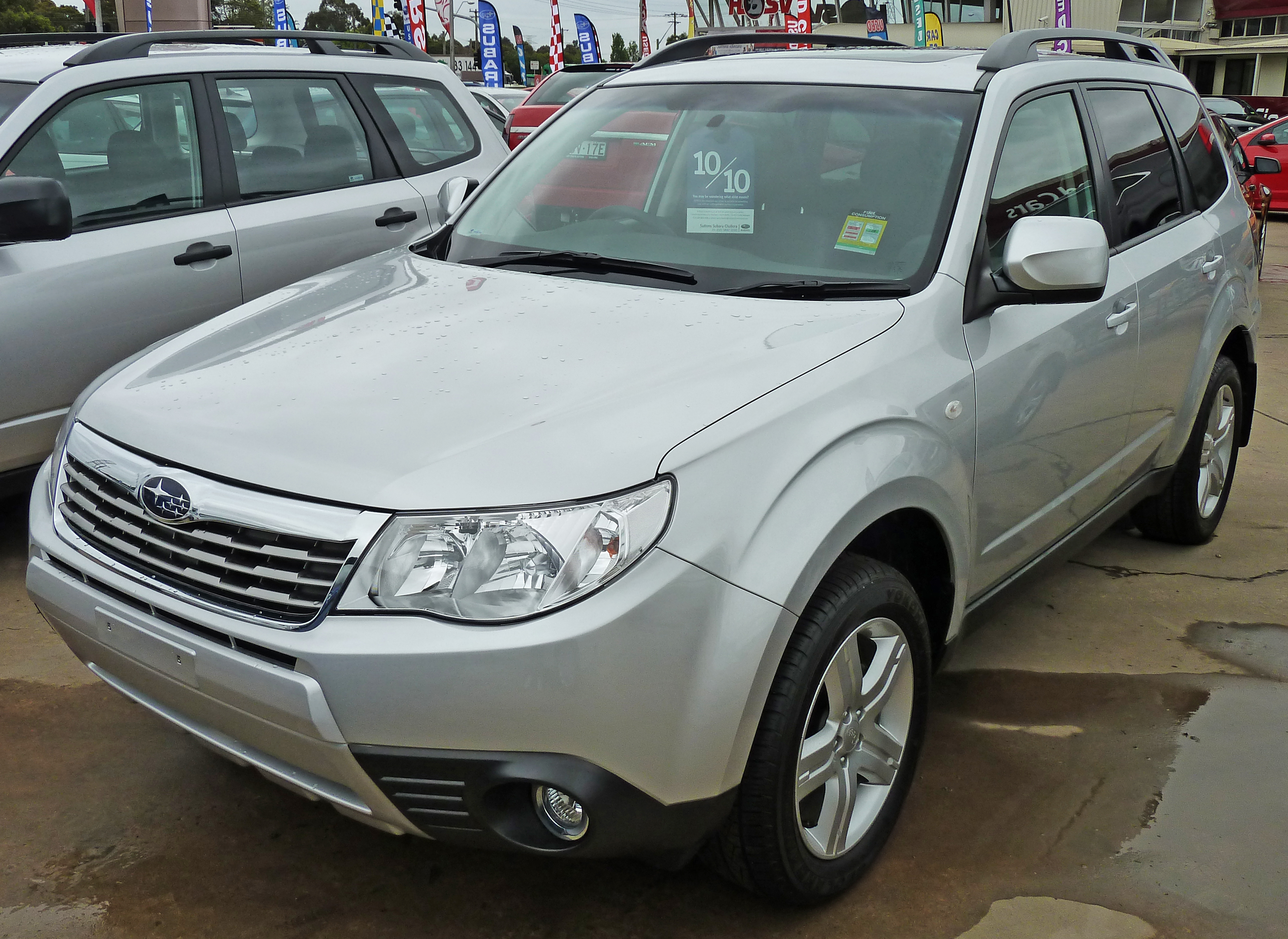
澳規版車頭
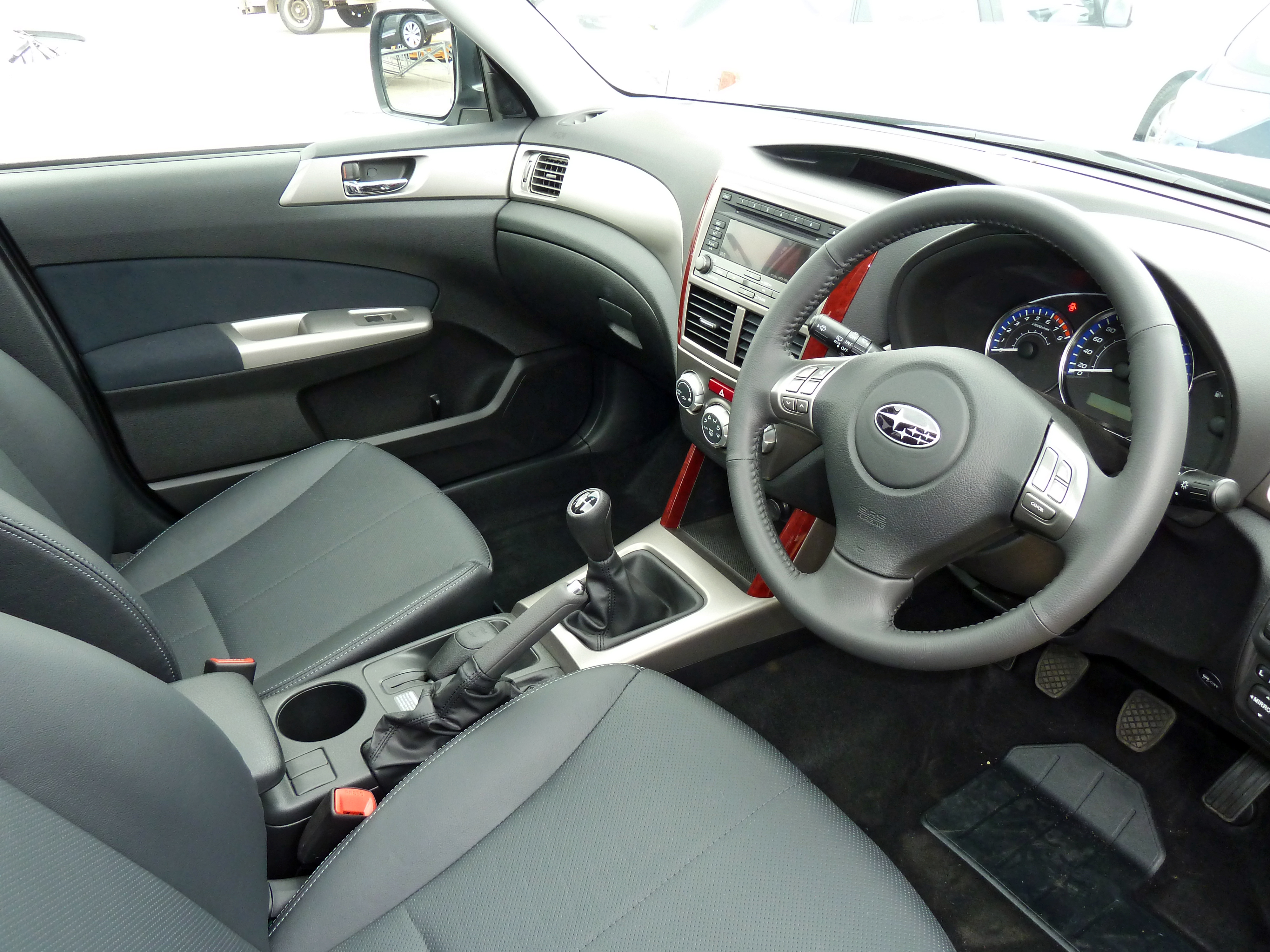
澳規版內裝
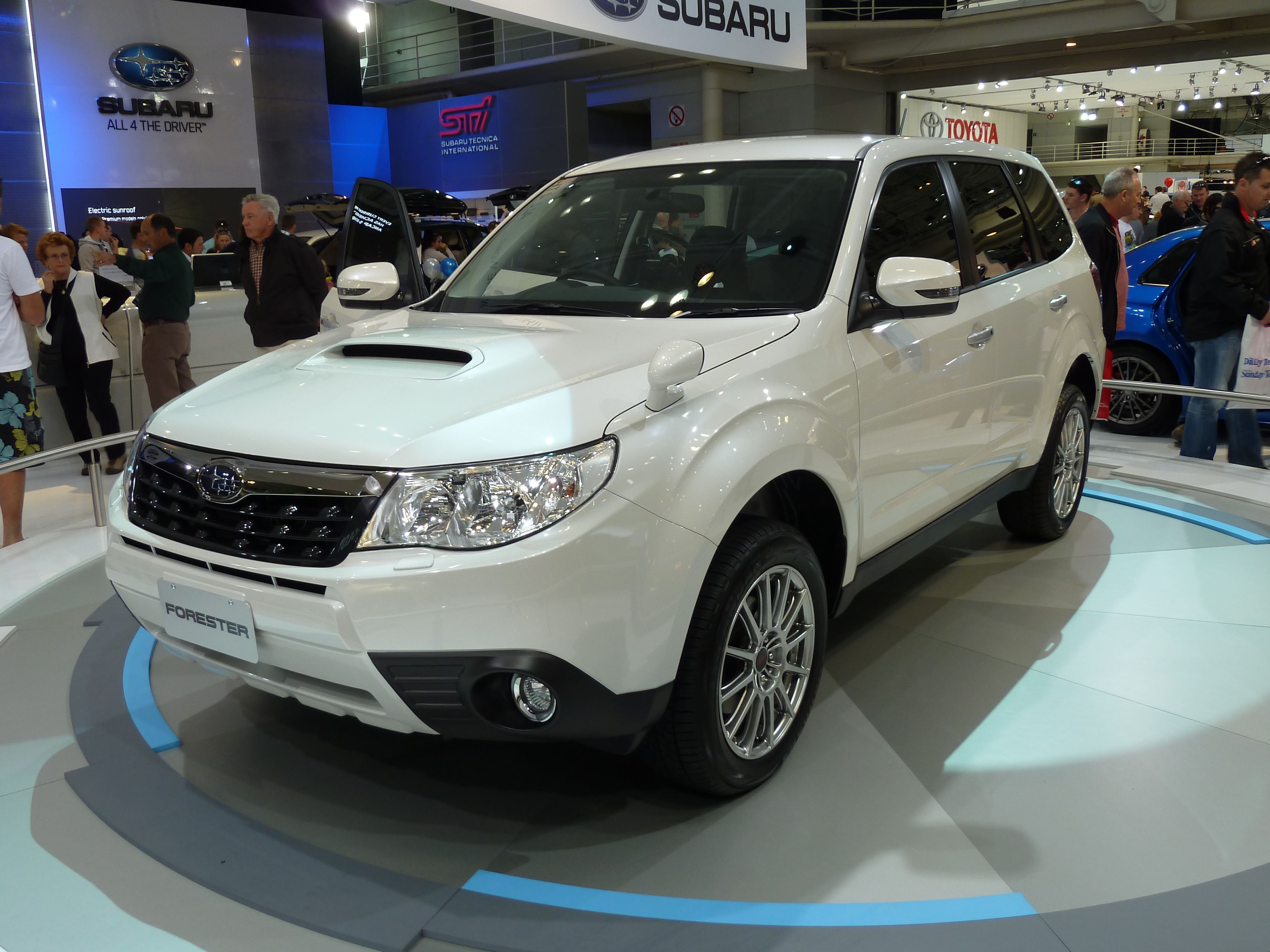
S Edition特仕車
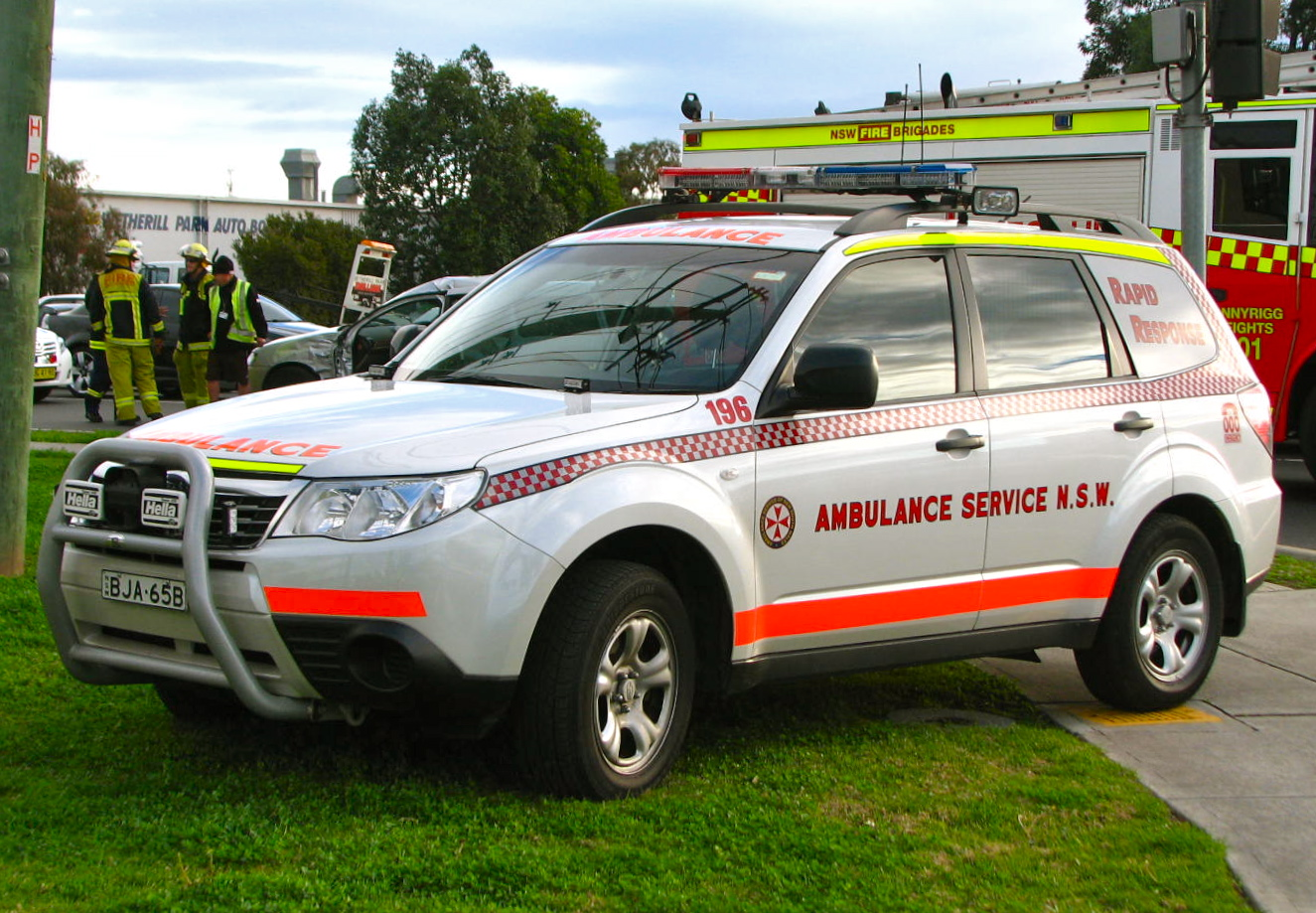
澳洲警用車
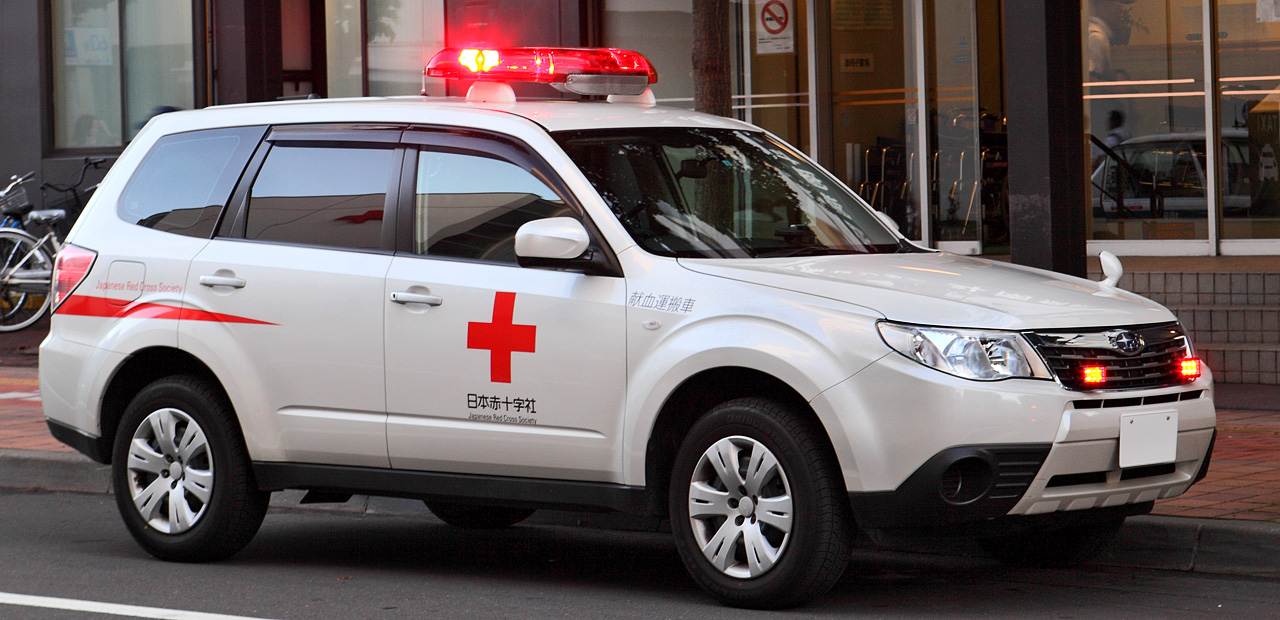
日本紅十字會用車

### 第四代SJ系（2012年-2018年）
2012年 - 11月13日在日本當地發表大改款的第四代Forester，外形融入最新的家族風格，六角型水箱罩中崁入飛翼式鍍鉻橫柵，頭燈組修飾得更銳利，且渦輪增壓版的前保險桿增加縱向進氣壩。由於衍生自Impreza車系，內裝鋪陳如出一轍。動力方面分成自然進氣和渦輪增壓兩種設定：自然進氣版搭載代號FB20型、排氣量1,995c.c.的水平對臥四缸汽油引擎，採DOHC、16汽門加上AVCS主動閥門控制系統，可輸出148hp / 6,000rpm的最大馬力與20.0kg·m / 4,200rpm的峰值扭力；而渦輪增壓版則搭載和第五代Legacy相同的FA20F型水平對臥四缸渦輪增壓汽油引擎，排氣量為1,998c.c.，採DOHC、16汽門加上AVCS主動閥門控制系統，在自家所開發缸內直噴技術與渦輪增壓系統之加持下，馬力雖不如第五代Legacy的300hp，卻仍有280hp / 5,700rpm的實力，且扭力輸出達35.7kg·m / 2,000-5,600rpm；而全車系共有六速手排或Lineartronic CVT（八速）兩種變速箱選擇。此外，標準配備尚有最新開發的四輪驅動系統「X-Mode」，整合了引擎、變速箱和VDC車輛動態控制系統，行經惡劣路面或者輪胎空轉時，可讓車輛輕易脫困，類似加力箱的作用。在駕駛輔助及行車防撞安全方面，除「2.0i」等級外，全車系自然進氣版與渦輪增壓版皆搭載SI-DRIVE系統，部分車型可選購更為精進的第三代EyeSight行車輔助系統。
2013年 - 3月20日台灣意美汽車正式引進第四代Forester，自然進氣版與渦輪增壓版二種動力心臟共分為四種等級，皆配置Lineartronic CVT無段變速自排變速系統。在安全防護方面，全車系都標配了EBD電子制動力分配系統、TCS循跡防滑控制系統、VDC車輛動態控制系統、ABS防鎖死煞車系統、BAS剎車力輔助系統等主動安全配備，另有雙前座SRS安全氣囊、駕駛座膝部氣囊、雙前座側邊SRS輔助氣囊與車側簾式SRS輔助氣囊等被動安全配備。
2013年 - 11月25日日本市場推出限量300輛的「Forester tS」特仕車，改變前後保桿造型、新設前後下分流器、水箱護罩改為深色蜂巢狀並綴上「STI」字樣、加裝大型擾流尾翼、專屬19吋鍛造鋁圈，內裝部分則有皮革和不織布雙材質包覆的運動化座椅附紅色縫線、真皮包覆運動化三幅式方向盤等。Lineartronic CVT無段變速箱具有TCU模擬手排控制（Transmission Control Unit）及全新油冷系統，懸吊系統重新調校並降低車身高度。
2015年 - 10月開幕的東京車展上，原廠公布小改款的消息：包含前水箱護罩、尾燈改成U形設計、遠近全LED式頭燈組附轉向功能，內裝變更材質以提升質感，可加價選購Harman Kardon高級音響系統與衛星導航系統，重新調校轉向反應與懸吊系統。渦輪增壓車型配有Active Torque Vectoring主動式扭力分配系統，以提升過彎性能。在行車安全輔助方面，EyeSight系統更為精進，包含主動式車道偏移系統、主動煞停系統、主動式巡航系統等功能。
2016年 - 2月26日原廠授權給新加坡商陳唱國際，由後者之子公司TC速霸陸（TC Subaru Sdn. Bhd）以散件進口組裝（knockdown）方式於馬來西亞陳唱汽車組裝廠（Tan Chong Motor Assemblies Sdn. Bhd）組裝製造Forester。預估年產量1萬部，將就近供應給馬來西亞、泰國、印尼等東協市場。
2016年 - 3月30日台灣意美汽車引進小改款共分5種車型，更新六角形格紋水箱護罩，前保桿兩側具有黑色霧燈飾板及鍍鉻飾條，2.0i-P以上車型配置整合主動轉向、自動感應及LED晝行燈的LED頭燈組，尾燈組內部設計亦經過重新排列。內裝部分，三輻式多功真皮方向盤具有換檔撥片，2.0XT以上車型之雙環式儀表中央具備3.5吋彩色LCD儀表顯示器。全車系標配6.2吋LCD觸控螢幕面板，2.0XT-P車型則改採7吋設定，並有8支揚聲器的Harman Kardon音響系統、電動天窗等配備。至於動力與變速箱，則維持以往的設定。

#### 獲獎紀錄
2013年6月美國《消費者報導》雜誌（Consumer Reports）將Forester 2.5i車型列為小型SUV最優選，2013年10月則獲得日本優良設計獎。

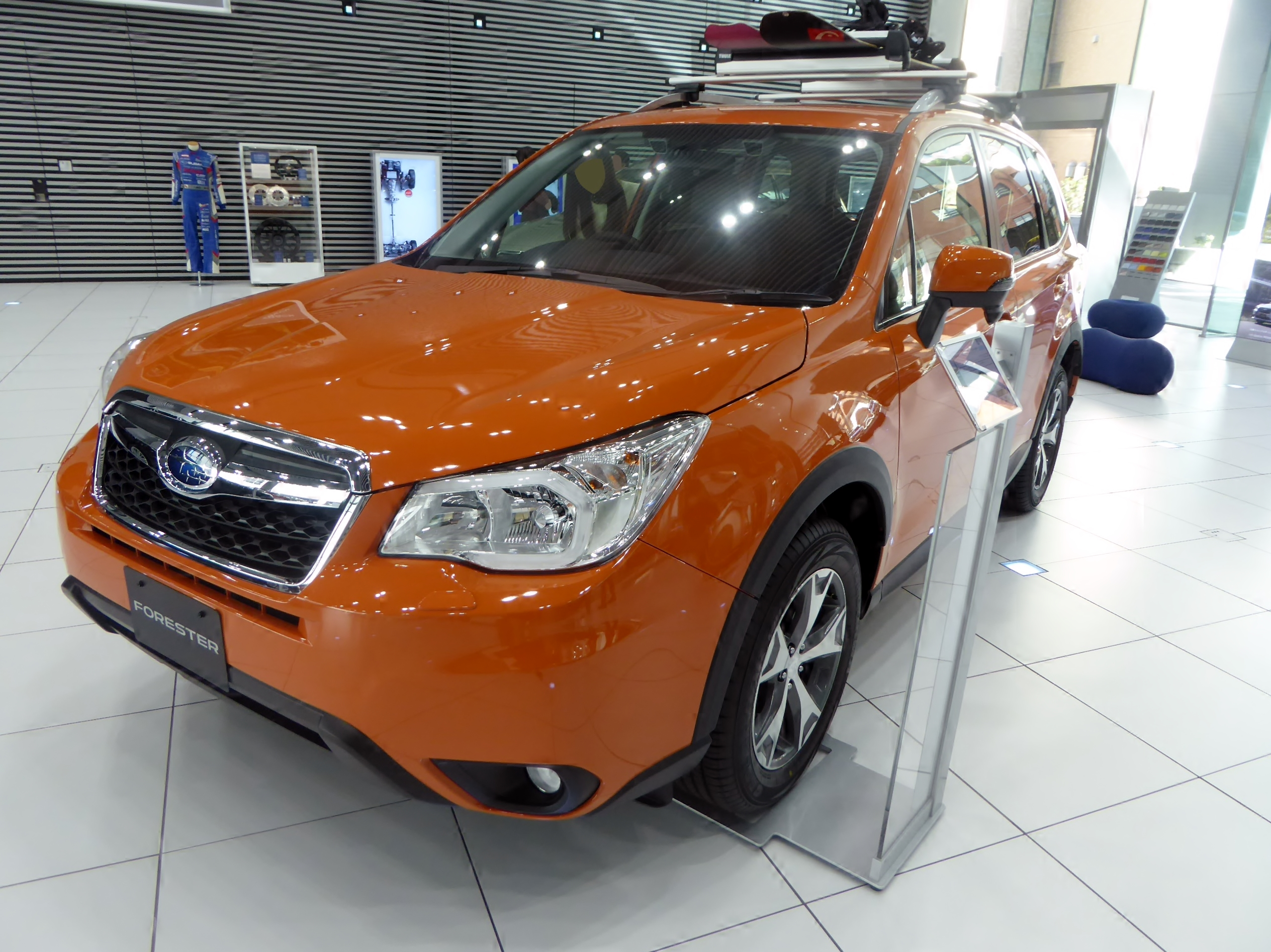
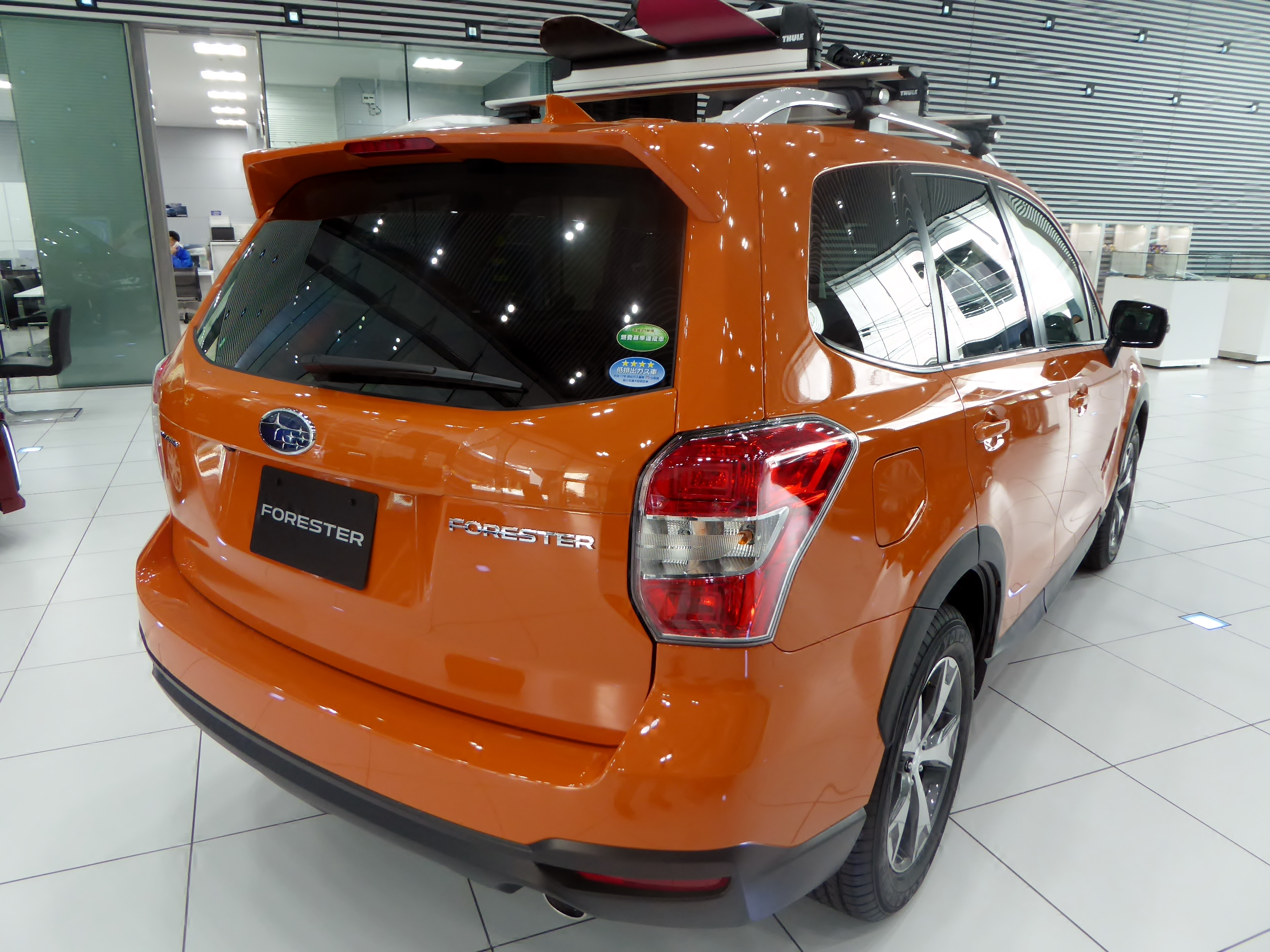
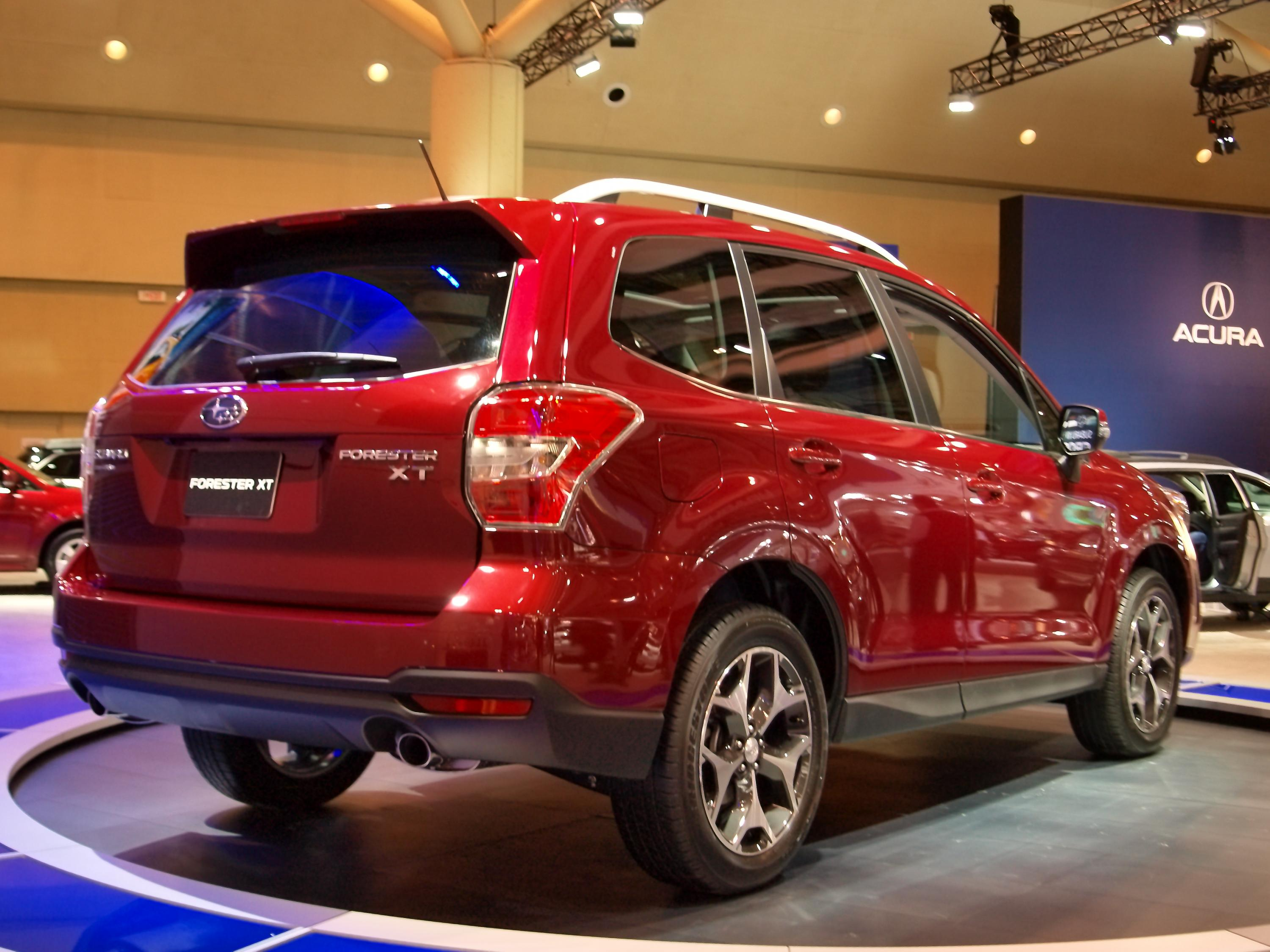
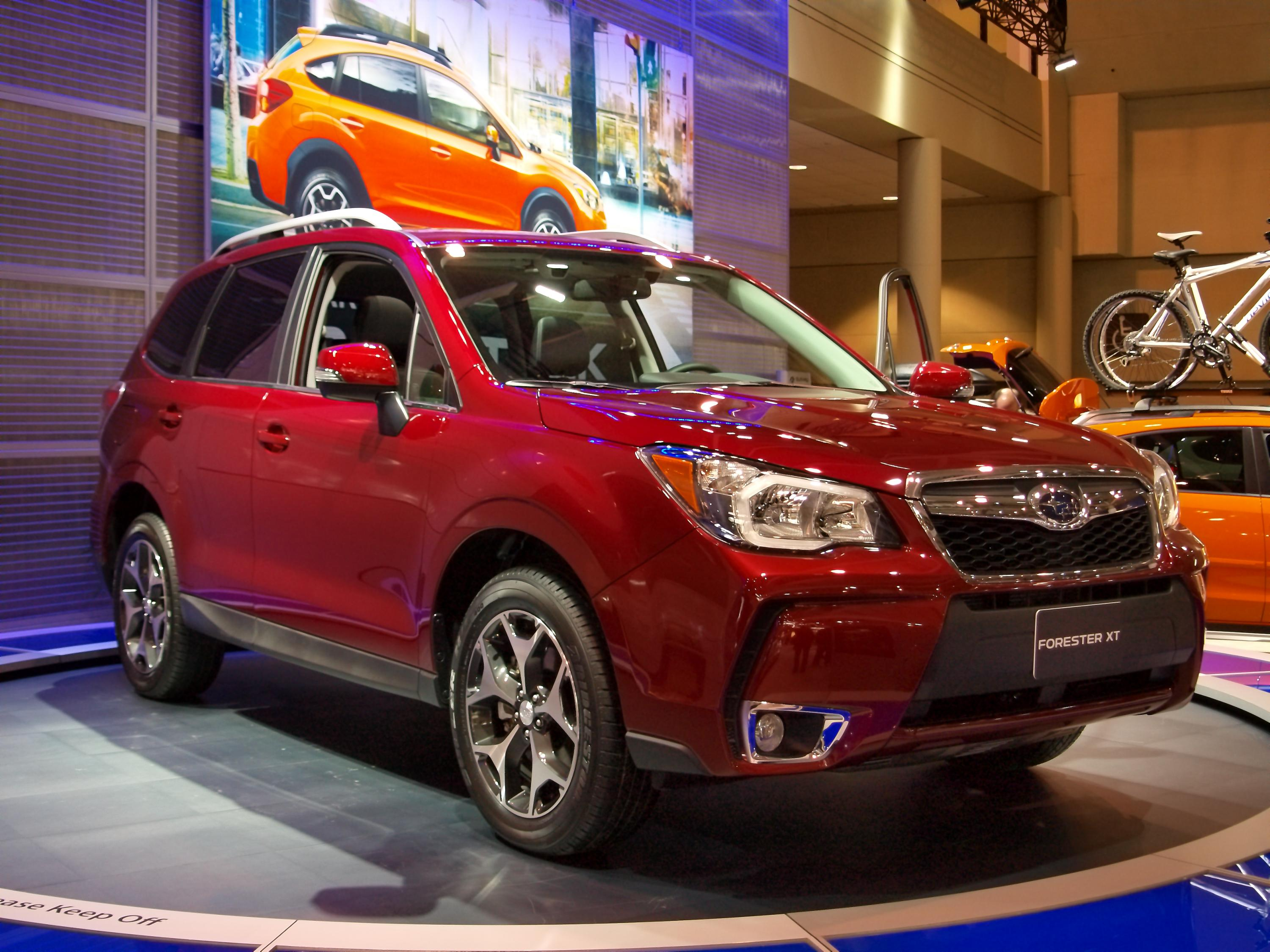
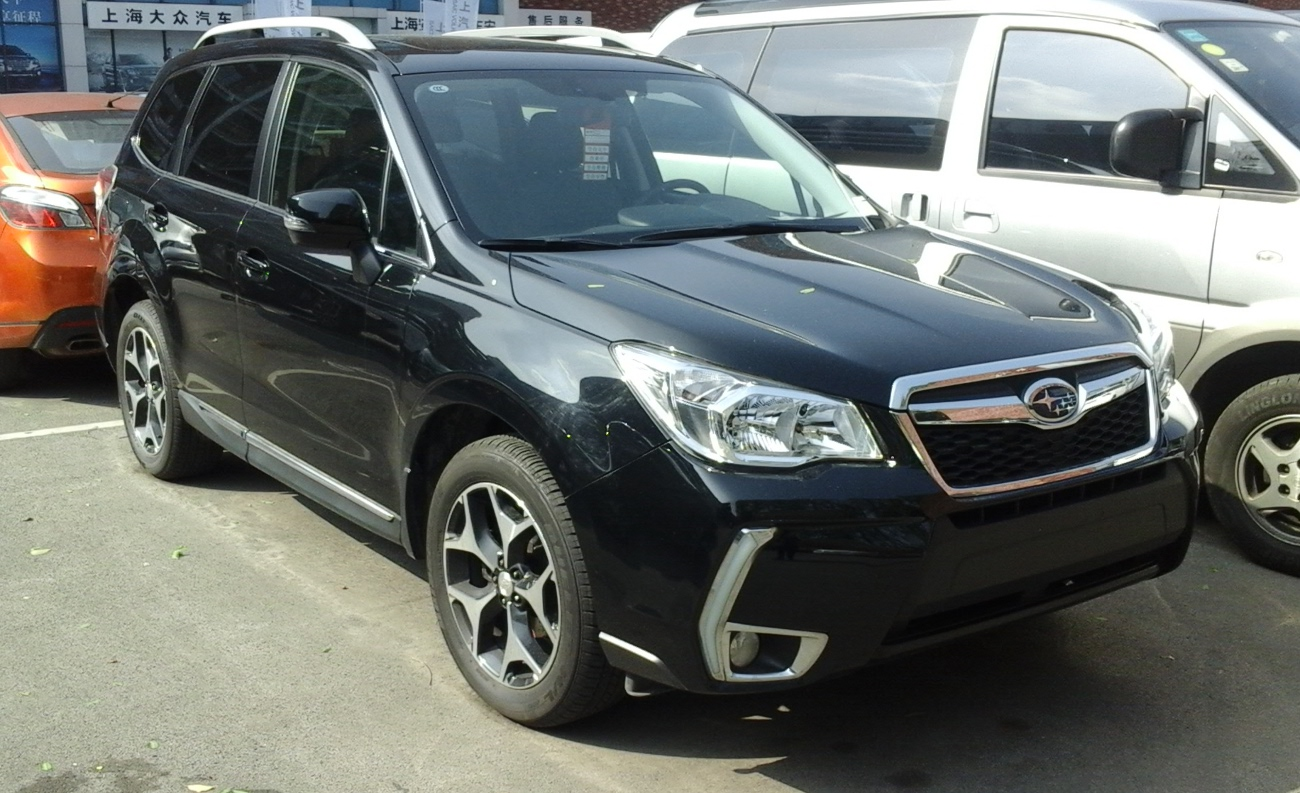
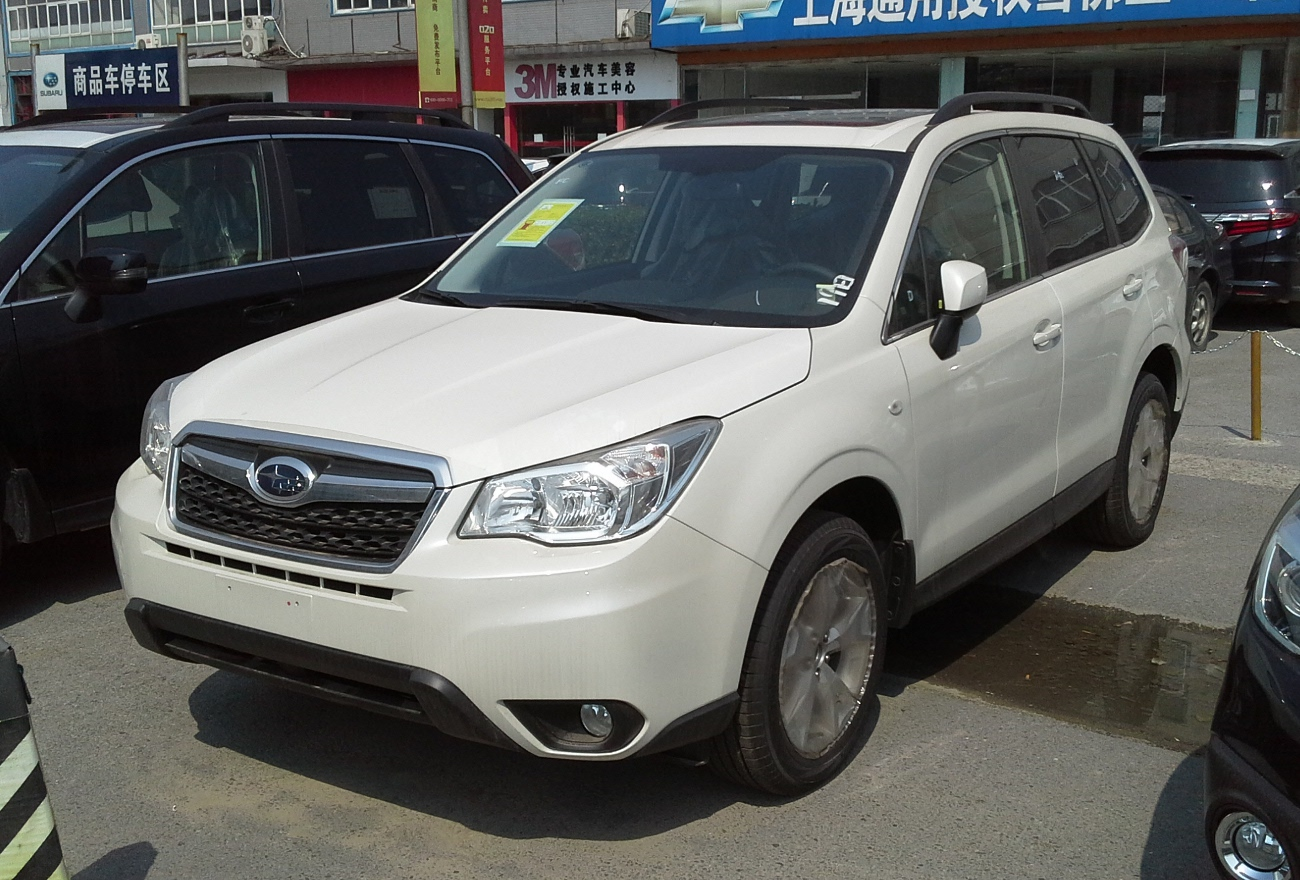
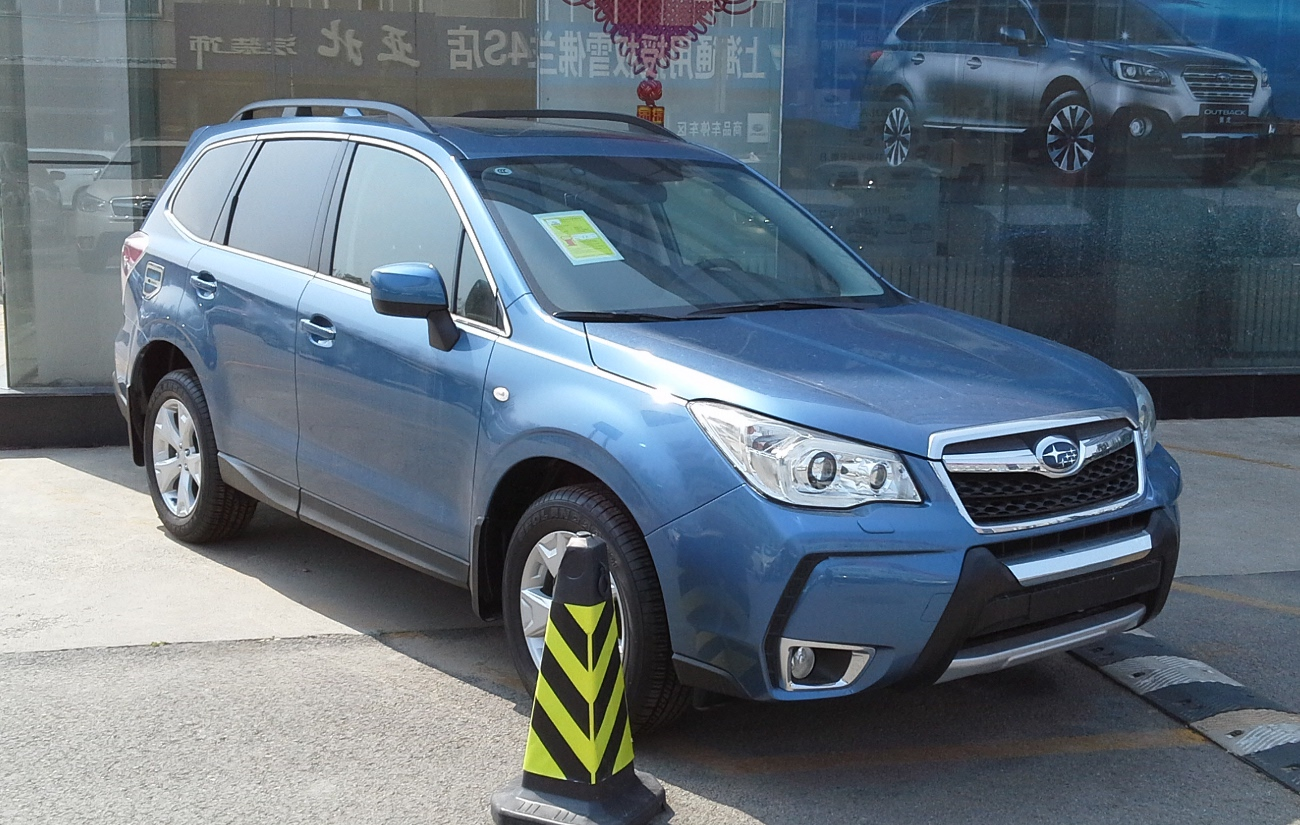

### 第五代SK系（2018年-2025年）
2018年 - 3月29日開幕的紐約國際車展上，發表了配備2.5公升水平對臥引擎的Forester美規車型，並訂於2018年秋季開始在美國市場銷售。同年4月25日開幕的第15屆北京國際汽車展覽會上發表中國規格車型，以及全新的e-BOXER動力規格。
同年6月20日全車系正式於日本市場發表，2.5公升汽車於7月19日發布，配備e-BOXER的Advance車型則於9月14日發布。等級配置全面更新，2.5公升有三種車型：「Touring」、「Premium」、「X-BREAK」（上一代設置為特仕車型）、搭載e-BOXER動力的「Advance」等總共四個車型；然而日本市場並沒有搭載FB20型引擎的純汽油動力車型。除了增加森林綠、耀海藍和全新配色動感紅（需要加價），還有原本的九種車色塗裝設定。其中「X-BREAK」車型可選擇珍珠白（需要加價）、鋼鐵銀、騎士灰、晶綻黑等四個車色。第五代Forester的外觀設計基於速霸陸的「DYNAMIC x SOLID」通用設計理念，雖然車身形狀大致繼承了上一代形象，但採用了家族新世代的C形尾燈。車身尺寸略微擴大，長度增加30mm，寬度增加20mm，離地高增加30mm。車身高度雖然與上一代1,715mm相同，但配備車頂導軌（「X-BREAK」為標準設備）的車型將為1,730mm，比前一代還要低5mm。
機械結構方面，自第五代Impreza推出的「SUBARU GLOBAL PLATFORM（速霸陸全球平台）」繼續被沿用到此代Forester，明顯地改善了轉向回饋以及穩定性。此外，動力總成也有更新，原本的2.0L FB20型在馬力跟扭力上都有提升，並且還新增了2.5L FB25型。通過大約90％的零件改進設計，包括缸內直噴燃料系統，在實用區域中的燃料效率和扭力得到改善。FB25型最大輸出/最大扭力分別為136 kW（184 PS）/ 239 N·m（24.4 kgf·m）。此外，最新成立的混合動力車型「e-BOXER」變成此車系首款混合動力車型。水平對臥DOHC4缸2.0升直噴FB20型引擎搭配MA1型馬達，電池則是採用鋰離子電池。通過設定電動馬達的動力輔助，可以表現出超過汽油動力車款的加速性能。
同年6月20日台灣意美集團在台灣發表第五代Forester，車型分成搭載2.0升缸內直噴自然進氣水平對臥引擎的「L」、「L-EyeSight」、「S」、「S EyeSight」等四種車款。由於環保法規的限制，並未引進日本2.5升或e-BOXER動力的車款。
2021年 - 9月北美速霸陸發表衍生車型「Forester Wilderness」，車身大量使用黑色磨砂塑料件，車頂架加寬20mm，底部三個支架也烤成黃色。內裝方面則針對方向盤、排檔桿、X-Mode模式旋鈕、座椅縫線等處換成黃色，同時改成StarTex防水布料材質的座椅。動力方面沒有更動，但重新改寫ECU行車電腦，擴大CVT變速箱的齒比範圍，加大終傳比以應付惡劣地形；此外額外增設風冷式變速箱油冷卻器。重新調校懸吊系統，使得離地間距達到233mm。11月日本市場實施小改款，維持2.0L自然進氣引擎，首度導入Level 2等級的EyeSight 4.0系統，增加LCF車道維持置中系統，DMS智能駕駛警示系統追加「手勢控制空調溫度」功能，X-Mode也升級調整陡坡緩降運作邏輯。
2023年 - 原廠7月於官方網站宣告第五代業已停產，僅販售庫存車輛，並且開放「新一代車型」預購。

#### 獲獎紀錄
2018年10月15日獲得該年度優良設計獎，這是繼2013年第四代車型之後第二度得獎。

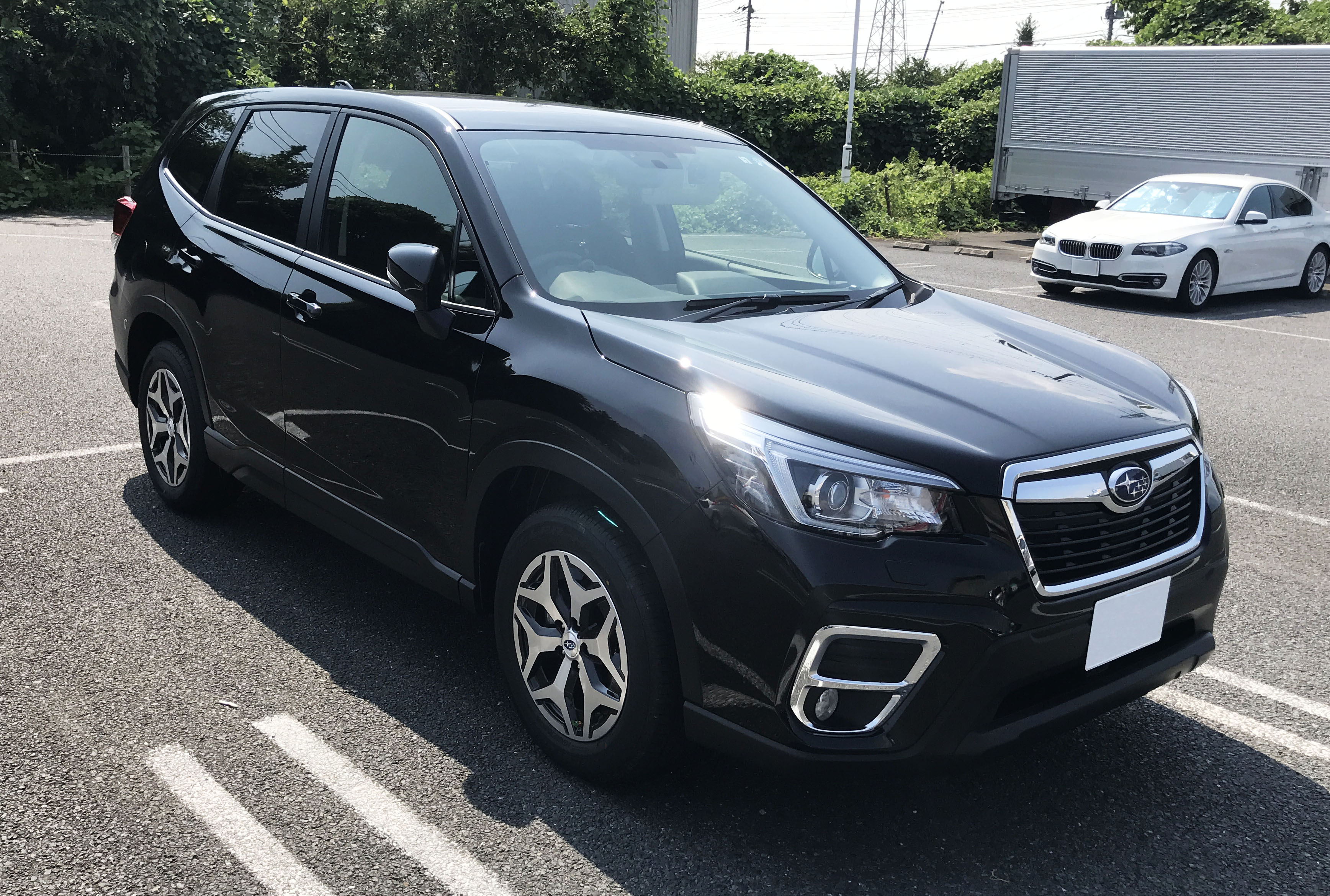
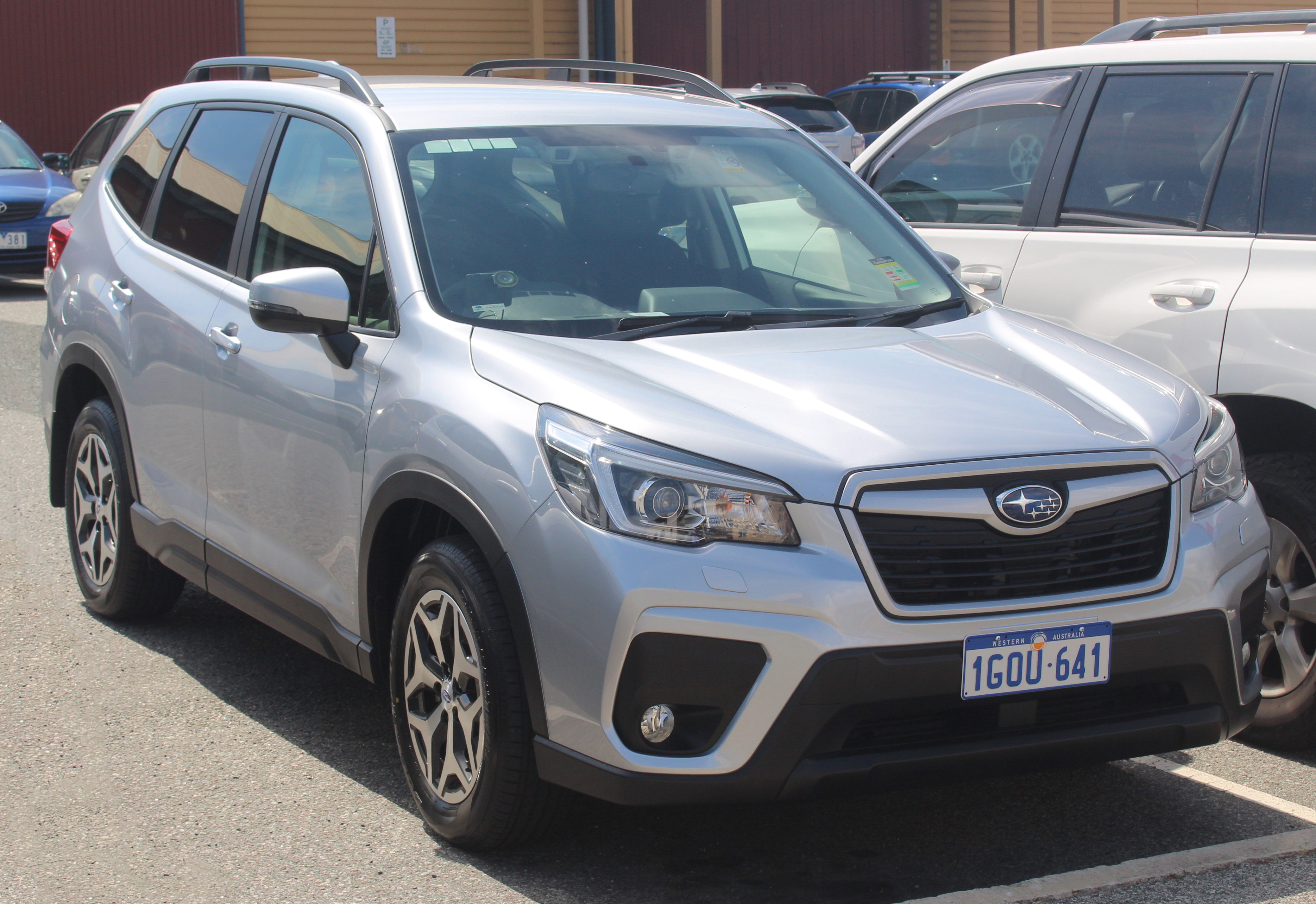
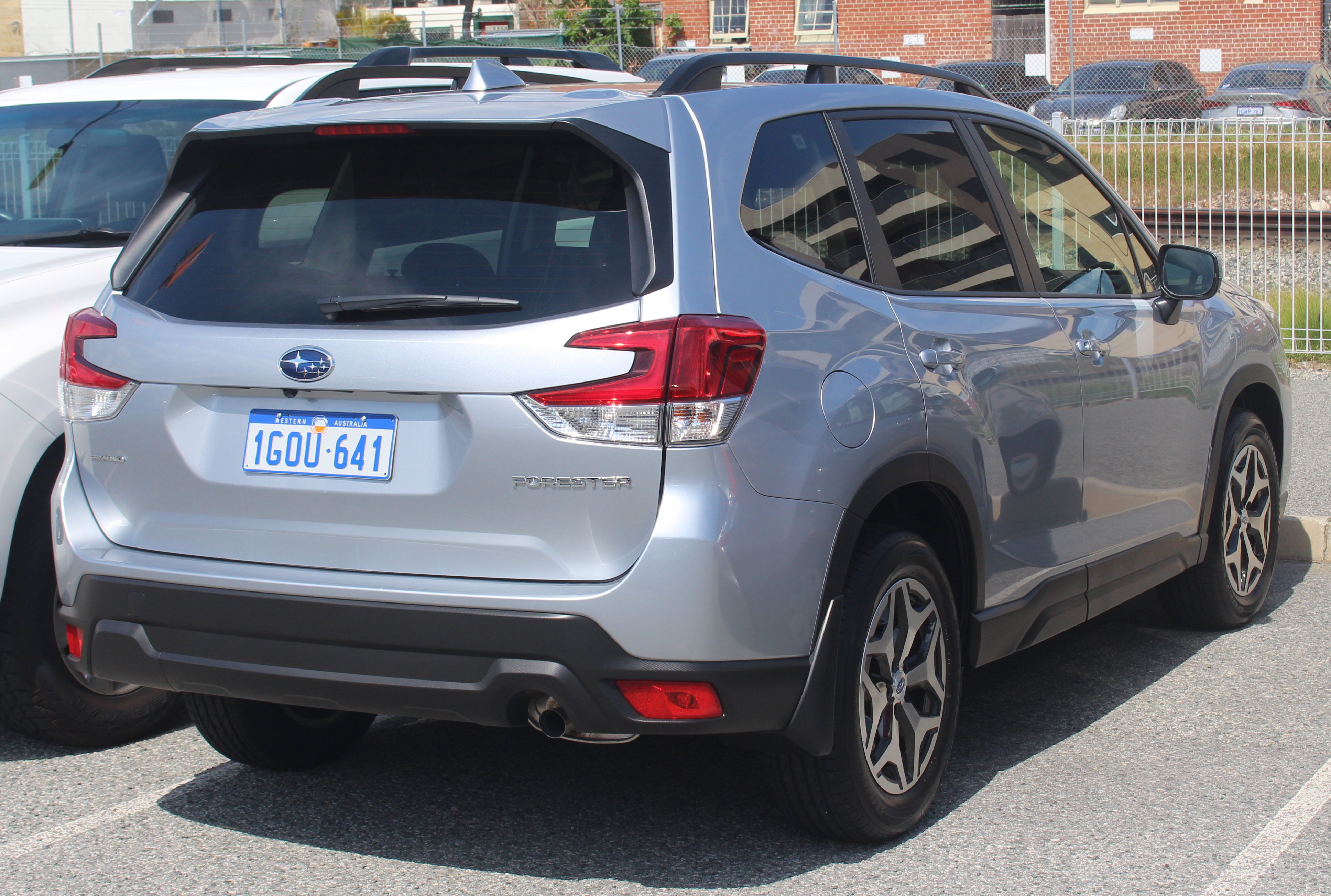
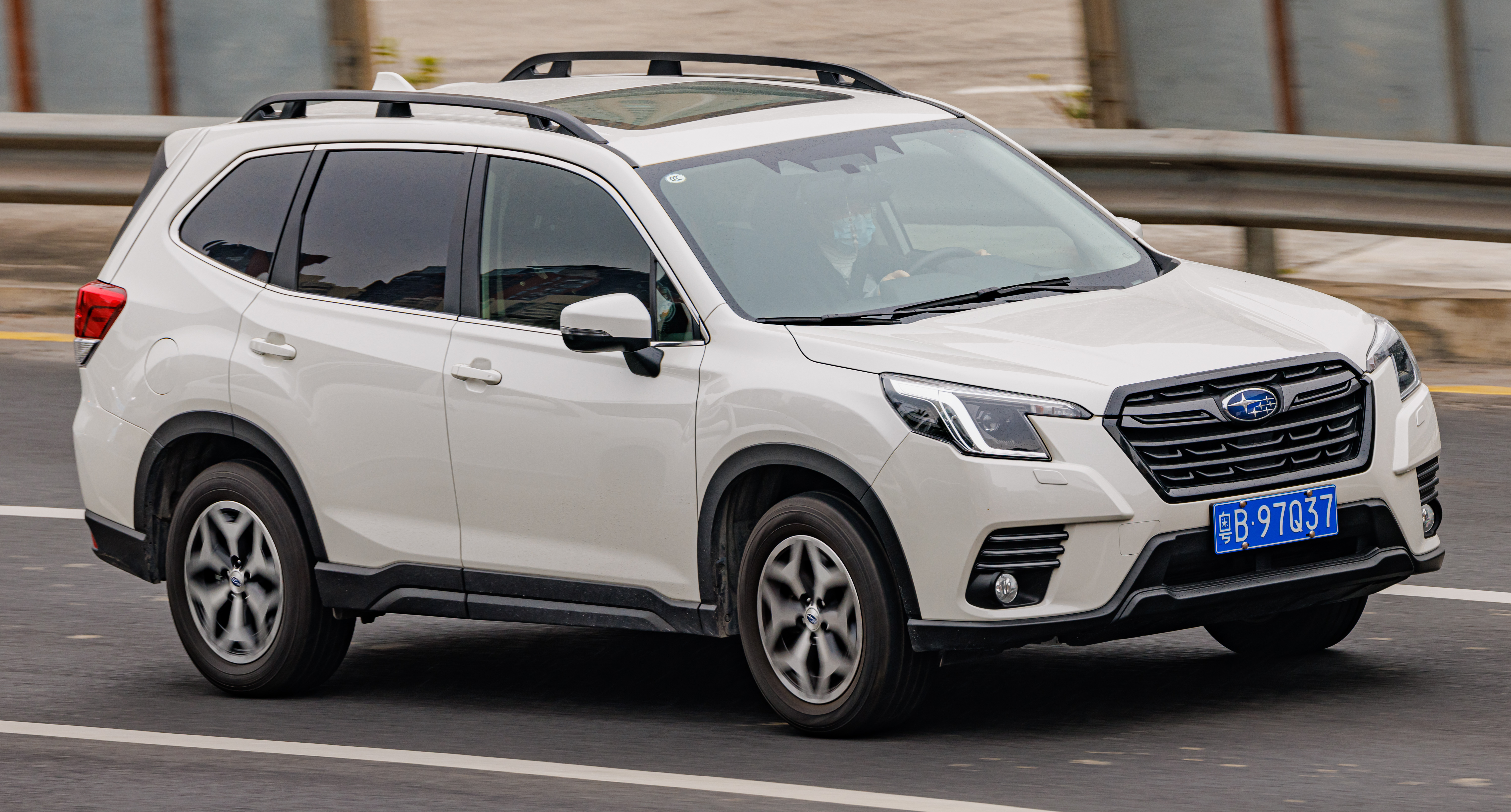
中國版車型
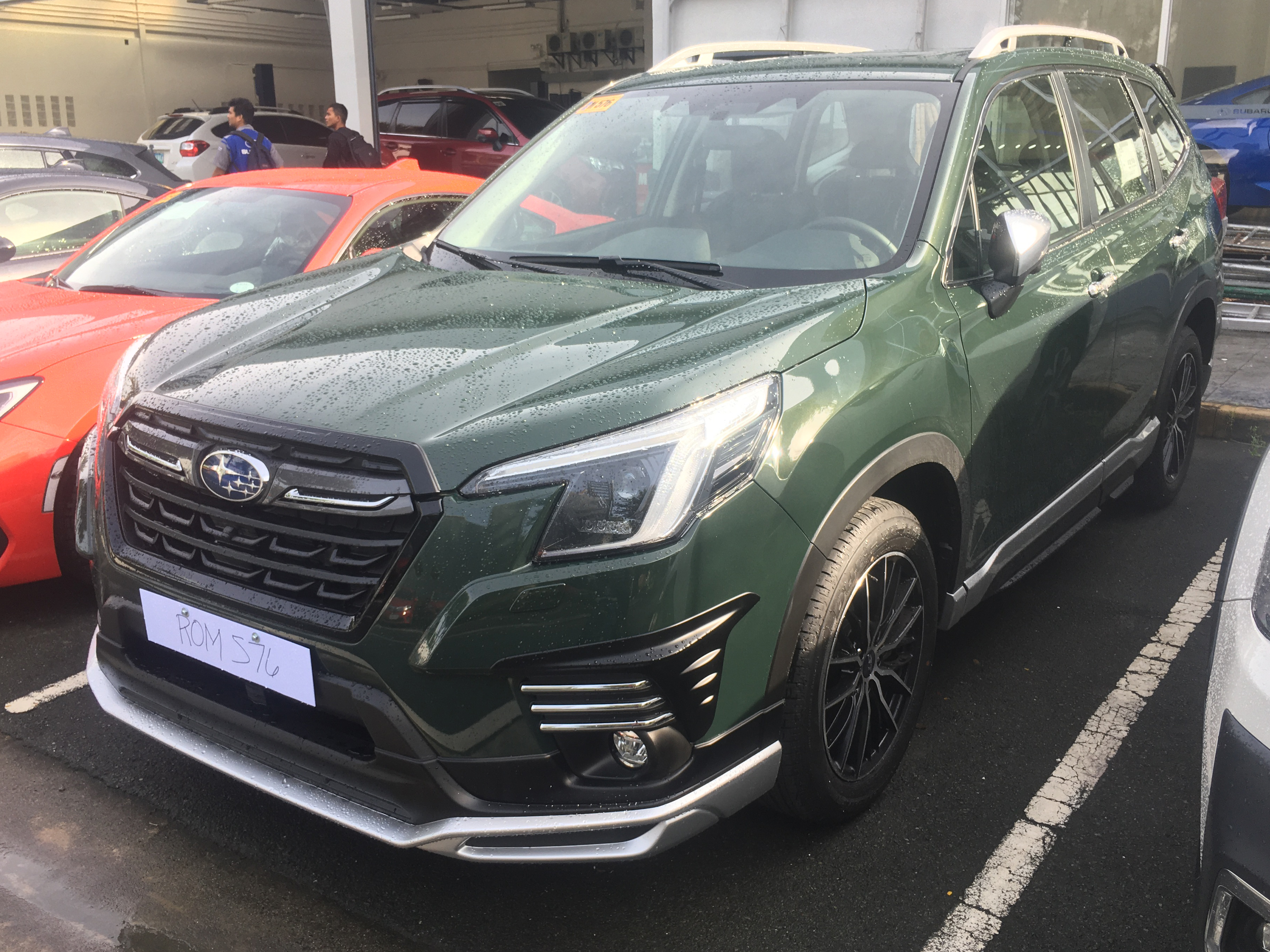

### 第六代SL系（2025年迄今）
2023年 - 11月16日原廠於洛杉磯國際車展公開第六代Forester。
2025年 - 4月17日原廠正式發表大改款的第六代Forester，分成二種動力、六種車型：「Sport」和「Sport EX」車型搭載1.8L水平對臥四缸DOHC CB18型引擎，「X-BREAK S:HEV / X-BREAK S:HEV EX」和「Premium S:HEV / Premium S:HEV EX」等四種車型則為2.5L水平對臥四缸DOHC FB25型引擎，源自豐田汽車集團的技術，搭配二具MC2型交流同步電動機及1.1kWh鋰離子電池；二種動力皆使用Lineartronic CVT變速箱。原廠提供11種單色、4種雙色黑車頂，共15種車色塗裝；另有「Adventure Style」、「STI Sport」等外觀裝飾套件。內裝部分搭載12.3吋數位儀表、11.6吋直立式多媒體觸控螢幕，全車系標配3顆鏡頭的EyeSight駕駛輔助系統。另依車型等級差異，可加價選購雙色皮質座椅、腳踢感應式電動尾門、「EyeSight X」先進駕駛輔助科技、無線充電板等配備。
同年7月18日台灣意美汽車宣布開始接單，只有2.5L、2.5L S:HEV二種動力編成，依配備多寡分成三種車型。但儀表板以雙環指針搭配4.2吋資訊幕組成，並非日規版之12.3吋數位儀表。

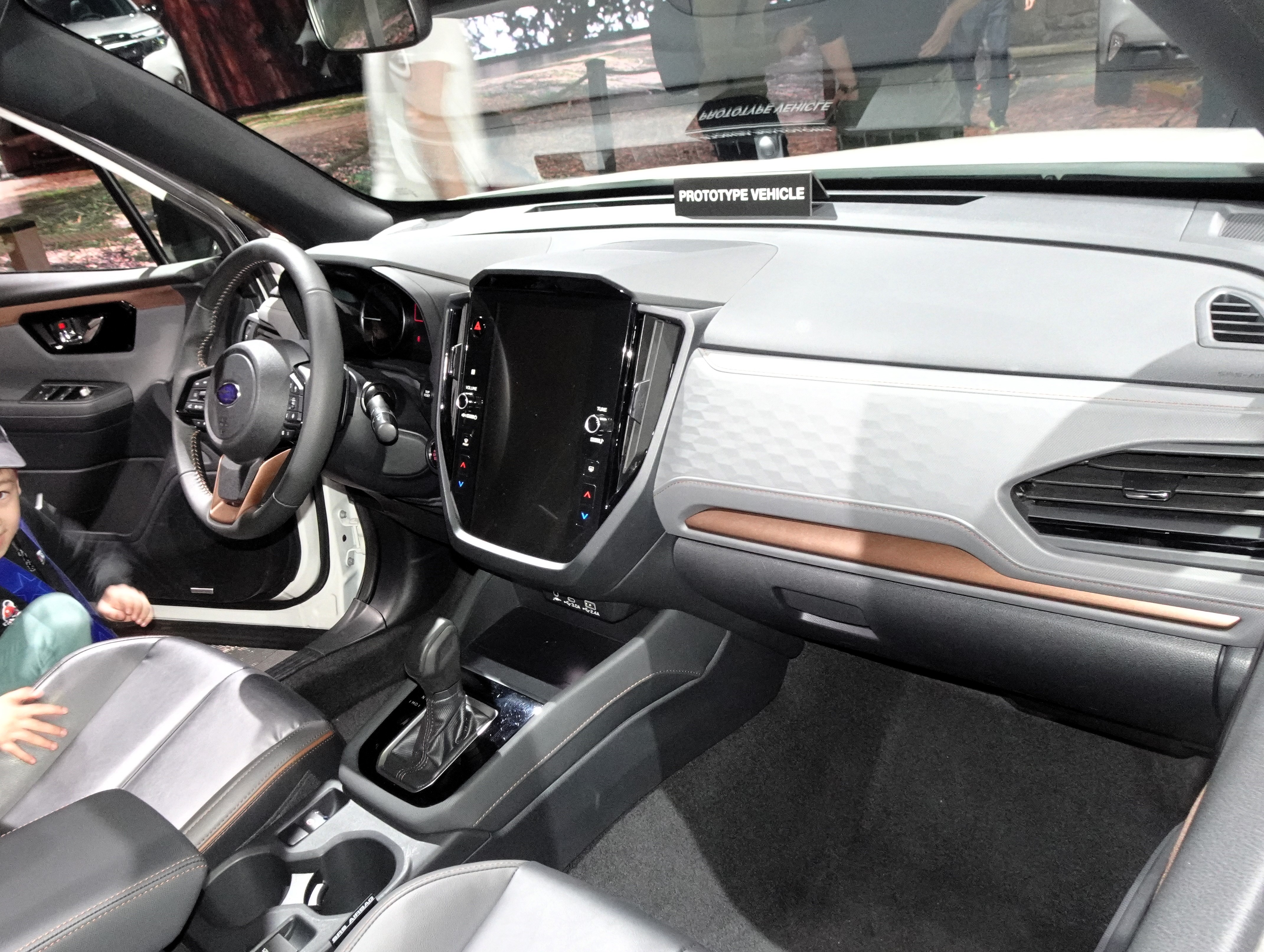
內裝
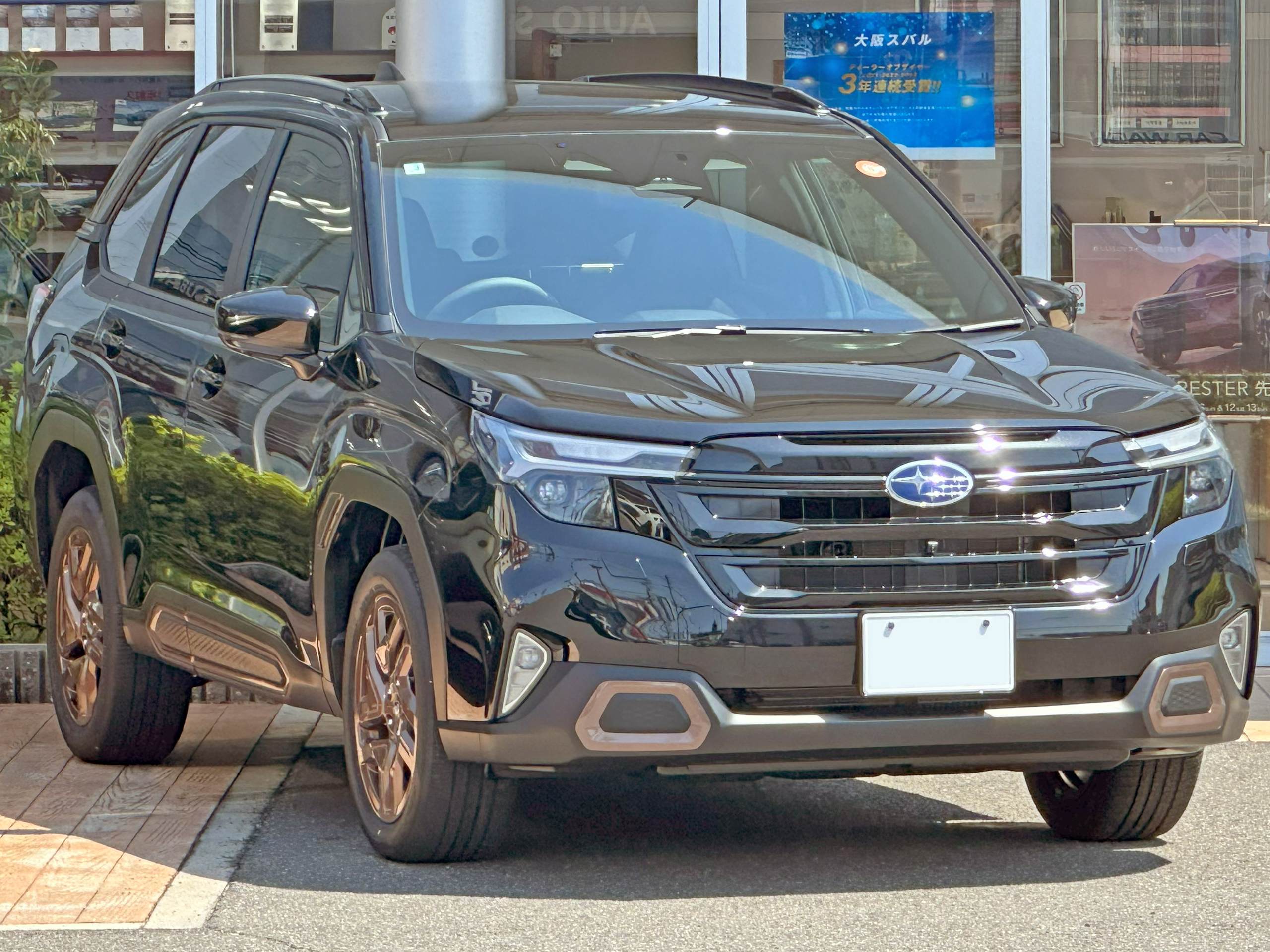
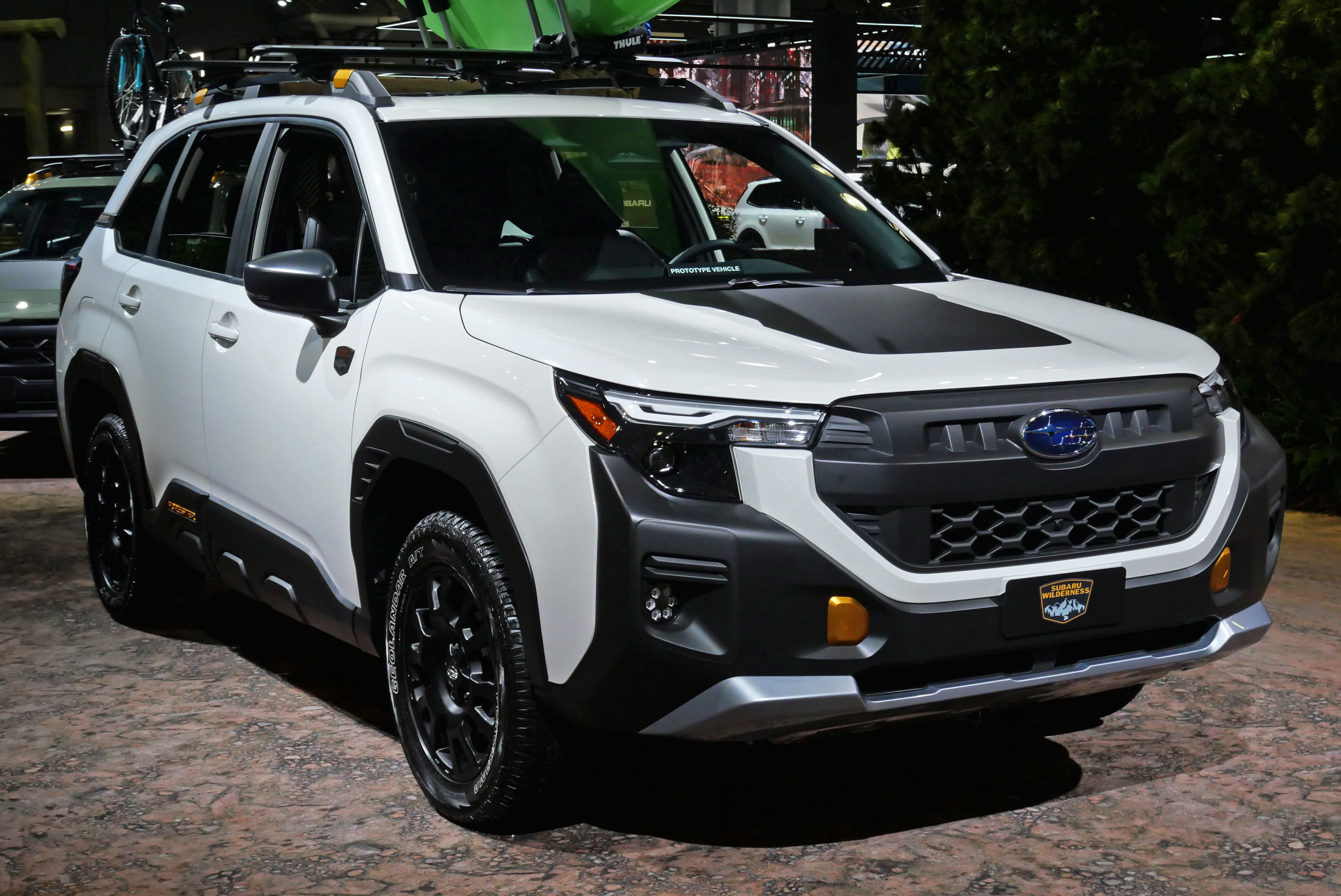
Forester Wilderness車頭
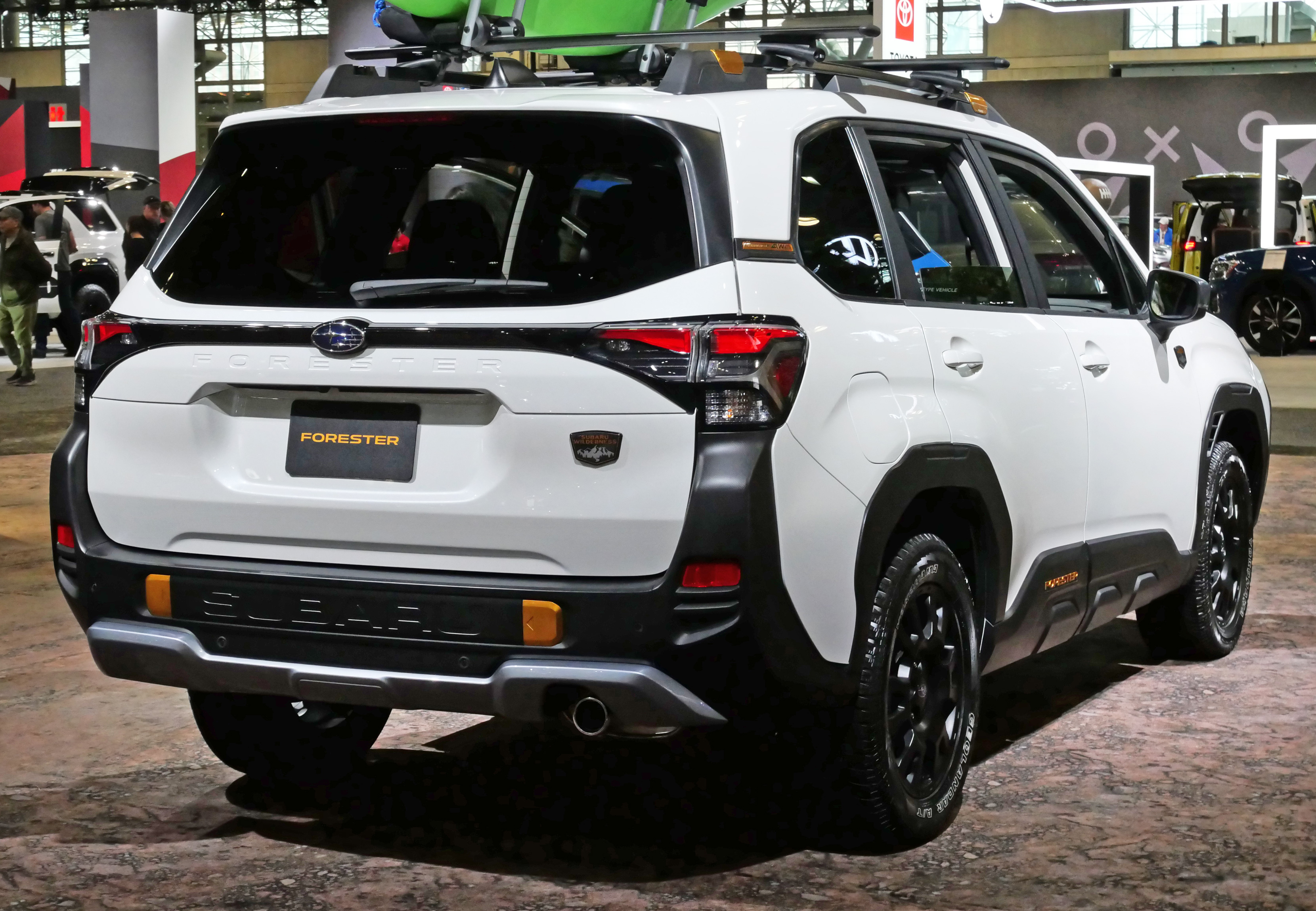
Forester Wilderness車尾

## 外部連結
- （日語）日本官方網站 （页面存档备份，存于）
- 中國官方網站 （页面存档备份，存于）
- （英文）香港官方網站 （页面存档备份，存于）